# Capvern
Capvern (prononcé [kapvɛʁn] ou [kavɛʁ]), ou Capvern-les-Bains, est une commune française située dans l'est du département des Hautes-Pyrénées, en région Occitanie. Sur le plan historique et culturel, la commune est dans la région gasconne de Magnoac, située sur le plateau de Lannemezan, qui reprend une partie de l’ancien Nébouzan, qui possédait plusieurs enclaves au cœur de la province de Comminges et a évolué dans ses frontières jusqu’à plus ou moins disparaitre.
Exposée à un climat de montagne, elle est drainée par la Baïse, le canal de la Neste, le canal du Bouès, la Baïse Darré, le Lène, le Laca, le ruisseau Tilhouse et par divers autres petits cours d'eau. La commune possède un patrimoine naturel remarquable composé de cinq zones naturelles d'intérêt écologique, faunistique et floristique.
Capvern est une commune rurale qui compte 1 286 habitants en 2022, après avoir connu une forte hausse de la population depuis 1962. Elle fait partie de l'aire d'attraction de Lannemezan. Ses habitants sont appelés les Capvernois ou  Capvernoises.
Capvern est connue en tant que station thermale du piémont pyrénéen.

## Géographie

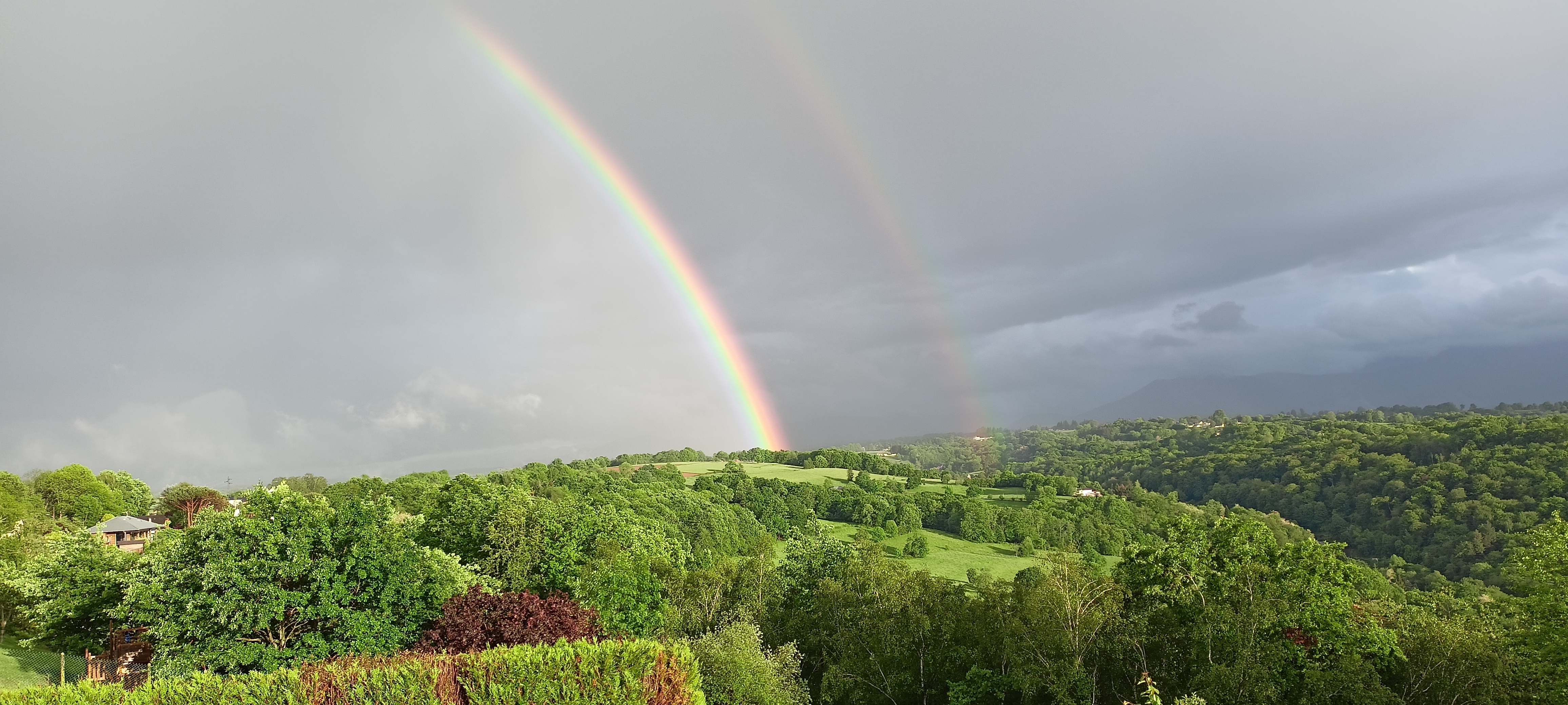
Double arc-en-ciel sur les hauteurs de Capvern en mai 2023.

### Localisation
La commune de Capvern se trouve dans le département des Hautes-Pyrénées, en région Occitanie.
Elle se situe à 24 km à vol d'oiseau de Tarbes, préfecture du département, et à 14 km de Bagnères-de-Bigorre, sous-préfecture.
Les communes les plus proches sont : 
Molère (1,7 km), Tilhouse (1,7 km), Benqué (2,9 km), Mauvezin (3,1 km), Lutilhous (3,3 km), Lagrange (3,6 km), Bonnemazon (3,8 km), Péré (3,9 km).
Sur le plan historique et culturel, Capvern fait partie de la région gasconne de Magnoac, située sur le plateau de Lannemezan, qui reprend une partie de l’ancien Nébouzan, qui possédait plusieurs enclaves au cœur de la province de Comminges et a évolué dans ses frontières jusqu’à plus ou moins disparaitre.

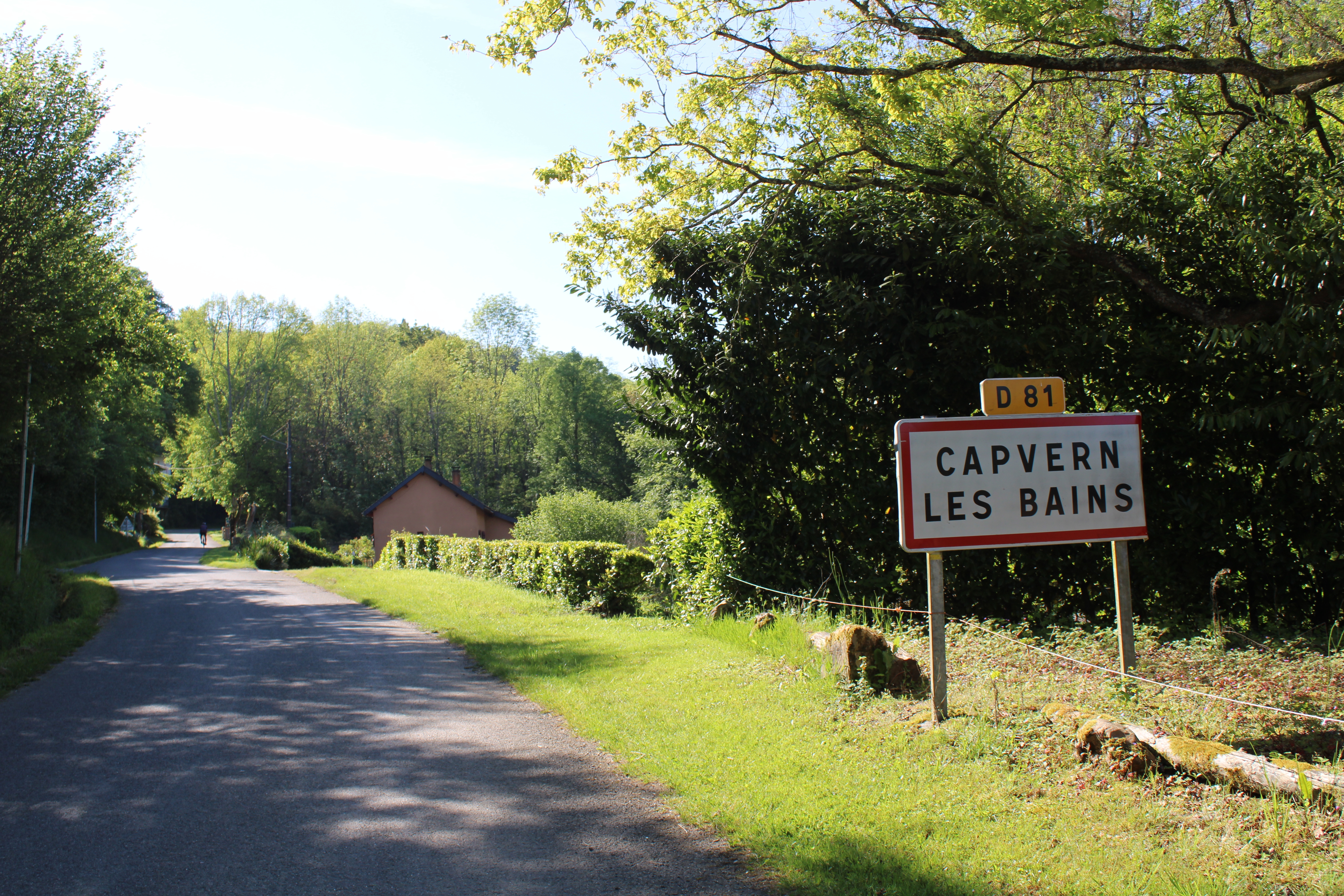
Entrée de Capvern-les-Bains.

Les communes limitrophes sont Lutilhous, Avezac-Prat-Lahitte, Campistrous, Lagrange, Lannemezan, Mauvezin, Benqué-Molère et Tilhouse.
| Lutilhous     | Lagrange | Campistrous         |
| Mauvezin      | Capvern  | Lannemezan          |
| Benqué-Molère | Tilhouse | Avezac-Prat-Lahitte |

### Topographie
Il s'agit d'une station thermale nichée dans le piémont des Pyrénées à 475 mètres d’altitude, sur le plateau de Lannemezan et le cours d'eau du Bouès.
Entre Tournay à l'ouest et Lannemezan à l'est, l'accès peut se faire par la gare de Capvern (SNCF), la route nationale 117 ou l'autoroute A64 sortie 15.

### Station thermale
L’eau thermale de la station de Capvern-les-Bains jaillit des deux sources situées à quelques centaines de mètres l’une de l’autre, l’eau thermale de Hount Caoute ("fontaine chaude") et l’eau thermale du Bouridé, deux eaux aux vertus exceptionnelles.
La source de Hount Caoute a un débit de 480 000 litres par jour et une température de 23,3 °C au griffon. La source du Bouridé, quant à elle a un débit journalier de 120 000 litres et une température de 19,2 °C. Les indications principales actuellement sont : les reins et les voies urinaires, le métabolisme et le surpoids, le cholestérol ainsi que la rhumatologie. La première indication de Capvern reste quand même les reins avec des résultats excellents dans l'élimination des calculs rénaux et le "nettoyage" des reins après une lithotripsie.

### Hydrographie
La commune est pour partie dans le bassin de l'Adour et pour partie dans le bassin de la Garonne, au sein du bassin hydrographique Adour-Garonne. Elle est drainée par le Baïse, le canal de la Neste, le canal du Bouès, la Baïse Darré, le Lène, le Laca, le ruisseau Tilhouse, la Baïse Devant, L'Aygue-Caoute, le ruisseau Garravet et par divers petits cours d'eau, constituant un réseau hydrographique de 36 km de longueur totale,.
La Baïse, d'une longueur totale de 187,6 km, prend sa source dans la commune et s'écoule du sud vers le nord. Elle traverse la commune et se jette dans la Garonne à Saint-Léger, après avoir traversé 52 communes.
Le canal de la Neste, d'une longueur totale de 28,8 km, prend sa source dans la commune de Beyrède-Jumet-Camous et s'écoule du sud vers le nord. Il traverse la commune et se jette dans le canal du Bouès sur le territoire communal, après avoir traversé 9 communes.
Le canal du Bouès, d'une longueur totale de 10,8 km, prend sa source dans la commune et s'écoule du sud vers le nord. Il traverse la commune et se jette dans le Bouès à Ozon, après avoir traversé 5 communes.
La Baïse Darré, d'une longueur totale de 10,4 km, prend sa source dans la commune d'Avezac-Prat-Lahitte et s'écoule du sud vers le nord. Il traverse la commune et se jette dans la Baïse à Escaunets, après avoir traversé 5 communes.
La Lène, d'une longueur totale de 11,1 km, prend sa source dans la commune et s'écoule du sud vers le nord. Elle traverse la commune et se jette dans l'Arros à Ozon, après avoir traversé 8 communes.

### Climat
Les normales de la station Tarbes-Ossun révèlent un climat plutôt frais et pluvieux en hiver et chaud et orageux en été. L'arrière-saison est généralement bien ensoleillée et agréable.
La température moyenne annuelle, 12 °C, est relativement basse pour une telle latitude, avec une amplitude saisonnière de 6 °C en hiver et de 19 °C en été. La plus basse température enregistrée fut en janvier 1985 (−21 °C). En été le thermomètre peut atteindre les 39 °C sur le plateau de Lannemezan. Ces coups de fortes chaleurs sont typiques de l'effet de foehn, dû à la proximité des Pyrénées.
À Tarbes, les brouillards sont rares, les vents forts aussi. Ces caractéristiques tarbaises du climat se retrouvent sur le nord du département, mais avec plus de brouillards en hiver, avec des températures diurnes plus élevées et des précipitations moindres en été.
En se rapprochant des Pyrénées, les précipitations augmentent. Elles varient fortement en fonction de l'exposition et des versants, mais deviennent abondantes à proximité des crêtes frontières. La zone entre plaine et montagne possède un climat plus humide que le reste du département.
Le quartier thermal de Capvern, Capvern-les-Bains, se situe à une altitude de 475 m, soit 100 m plus bas que Capvern-Village. Du fait de son altitude et de la protection des collines environnantes, le climat est plus doux que sur le plateau : les hivers moins rudes et les étés moins caniculaires. Ainsi en février 2012, alors que sur le plateau on atteignait les −18 °C, à Capvern-les-Bains le thermomètre « n'afficha que » −11 °C (comme à Paris).

#### Relevé de températures et précipitations
| Mois                         | janv. | févr. | mars | avr.  | mai   | juin | juil. | août | sept. | oct. | nov.  | déc. |
| ---------------------------- | ----- | ----- | ---- | ----- | ----- | ---- | ----- | ---- | ----- | ---- | ----- | ---- |
| Moyennes maximales (°C)      | 10    | 11    | 14   | 15    | 19    | 22   | 25    | 25   | 23    | 19   | 14    | 11   |
| Moyennes minimales (°C)      | 1     | 2     | 4    | 6     | 9     | 13   | 15    | 15   | 12    | 9    | 4     | 2    |
| Températures moyennes (°C)   | 5,2   | 5,6   | 8,4  | 10,1  | 13,8  | 17,8 | 18,6  | 18,8 | 16,4  | 13,5 | 7,5   | 5,5  |
| Précipitations moyennes (mm) | 98,6  | 63,3  | 99,0 | 108,2 | 137,0 | 87,1 | 72,6  | 70,5 | 69,5  | 81,9 | 101,4 | 97,4 |

### Milieux naturels et biodiversité
L’inventaire des zones naturelles d'intérêt écologique, faunistique et floristique (ZNIEFF) a pour objectif de réaliser une couverture des zones les plus intéressantes sur le plan écologique, essentiellement dans la perspective d’améliorer la connaissance du patrimoine naturel national et de fournir aux différents décideurs un outil d’aide à la prise en compte de l’environnement dans l’aménagement du territoire.
Deux ZNIEFF de type 1 sont recensées sur la commune :
les « landes humides et tourbières de Capvern » (296 ha), couvrant 3 communes du département et 
le « réseau hydrographique des Baronnies » (390 ha), couvrant 35 communes du département
et trois ZNIEFF de type 2, : 
- les « Baronnies » (20 367 ha), couvrant 43 communes du département[18] ;
- les « coteaux de Capvern à Betplan » (10 246 ha), couvrant 46 communes dont huit dans le Gers et 38 dans les Hautes-Pyrénées[19] ;
- les « landes humides de Capvern et plateau de Lannemezan » (1 172 ha), couvrant 6 communes du département[20].

## Urbanisme

### Typologie
Au 1er janvier 2024, Capvern est catégorisée commune rurale à habitat dispersé, selon la nouvelle grille communale de densité à sept niveaux définie par l'Insee en 2022.
Elle est située hors unité urbaine. Par ailleurs la commune fait partie de l'aire d'attraction de Lannemezan, dont elle est une commune de la couronne,. Cette aire, qui regroupe 65 communes, est catégorisée dans les aires de moins de 50 000 habitants,.

### Occupation des sols
L'occupation des sols de la commune, telle qu'elle ressort de la base de données européenne d’occupation biophysique des sols Corine Land Cover (CLC), est marquée par l'importance des territoires agricoles (56,1 % en 2018), en diminution par rapport à 1990 (58,9 %). La répartition détaillée en 2018 est la suivante : 
forêts (35,4 %), zones agricoles hétérogènes (34,6 %), prairies (19 %), zones urbanisées (5,8 %), zones industrielles ou commerciales et réseaux de communication (2,5 %), terres arables (2,5 %), mines, décharges et chantiers (0,2 %).
L'IGN met par ailleurs à disposition un outil en ligne permettant de comparer l’évolution dans le temps de l’occupation des sols de la commune (ou de territoires à des échelles différentes). Plusieurs époques sont accessibles sous forme de cartes ou photos aériennes : la carte de Cassini (XVIIIe siècle), la carte d'état-major (1820-1866) et la période actuelle (1950 à aujourd'hui).

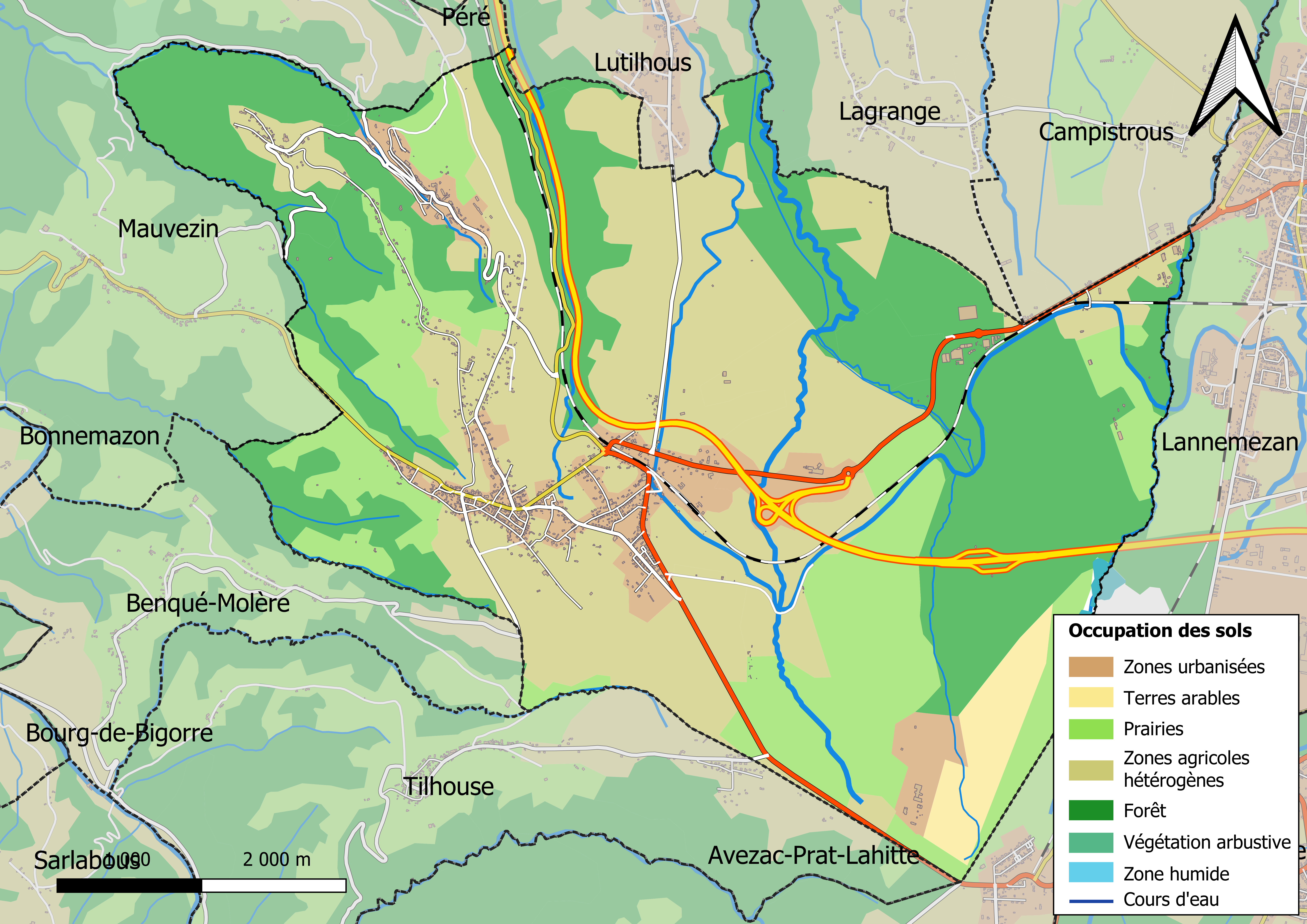
Carte des infrastructures et de l'occupation des sols en 2018 (CLC) de la commune.
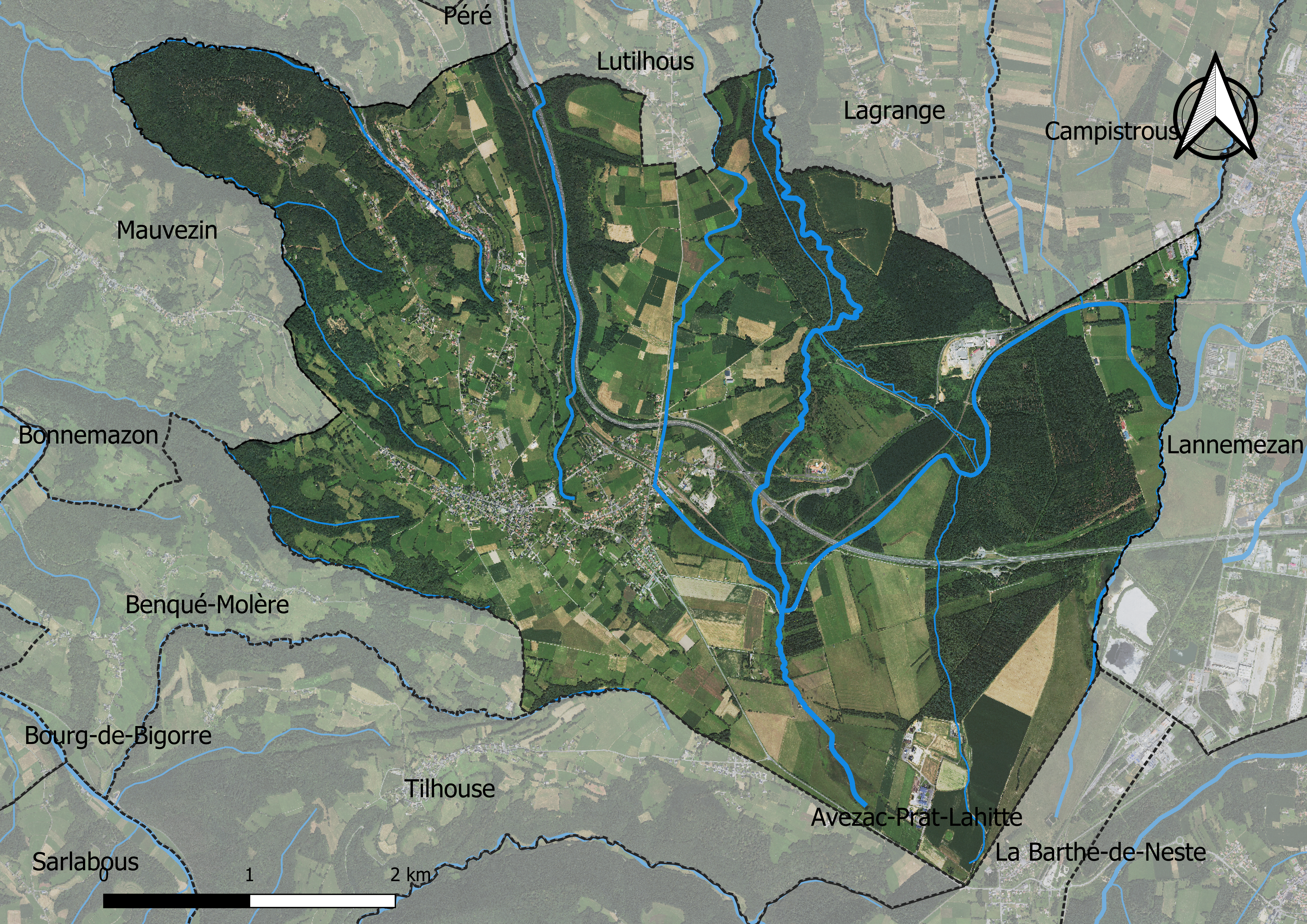
Carte orthophotogrammétrique de la commune.

### Risques majeurs
Le territoire de la commune de Capvern est vulnérable à différents aléas naturels : météorologiques (tempête, orage, neige, grand froid, canicule ou sécheresse), inondations, mouvements de terrains et séisme (sismicité moyenne). Il est également exposé à deux risques technologiques, le transport de matières dangereuses et  le risque industriel, et à un risque particulier : le risque de radon. Un site publié par le BRGM permet d'évaluer simplement et rapidement les risques d'un bien localisé soit par son adresse soit par le numéro de sa parcelle.

#### Risques naturels
Certaines parties du territoire communal sont susceptibles d’être affectées par le risque d’inondation par débordement de cours d'eau, notamment la Baïse, le canal de la Neste, la Baïse Darré et le Lène. La cartographie des zones inondables en ex-Midi-Pyrénées réalisée dans le cadre du XIe Contrat de plan État-région, visant à informer les citoyens et les décideurs sur le risque d’inondation, est accessible sur le site de la DREAL Occitanie. La commune a été reconnue en état de catastrophe naturelle au titre des dommages causés par les inondations et coulées de boue survenues en 1982, 1988, 1999, 2006, 2007 et 2009,.
Capvern est exposée au risque de feu de forêt. Un plan départemental de protection des forêts contre les incendies a été approuvé par arrêté préfectoral le 21 avril 2020 pour la période 2020-2029. Le précédent couvrait la période 2007-2017. L’emploi du feu est régi par deux types de réglementations. D’abord le code forestier et l’arrêté préfectoral du 27 octobre 2014, qui réglementent l’emploi du feu à moins de 200 m des espaces naturels combustibles sur l’ensemble du département. Ensuite celle établie dans le cadre de la lutte contre la pollution de l’air, qui interdit le brûlage des déchets verts des particuliers. L’écobuage est quant à lui réglementé dans le cadre de commissions locales d’écobuage (CLE)

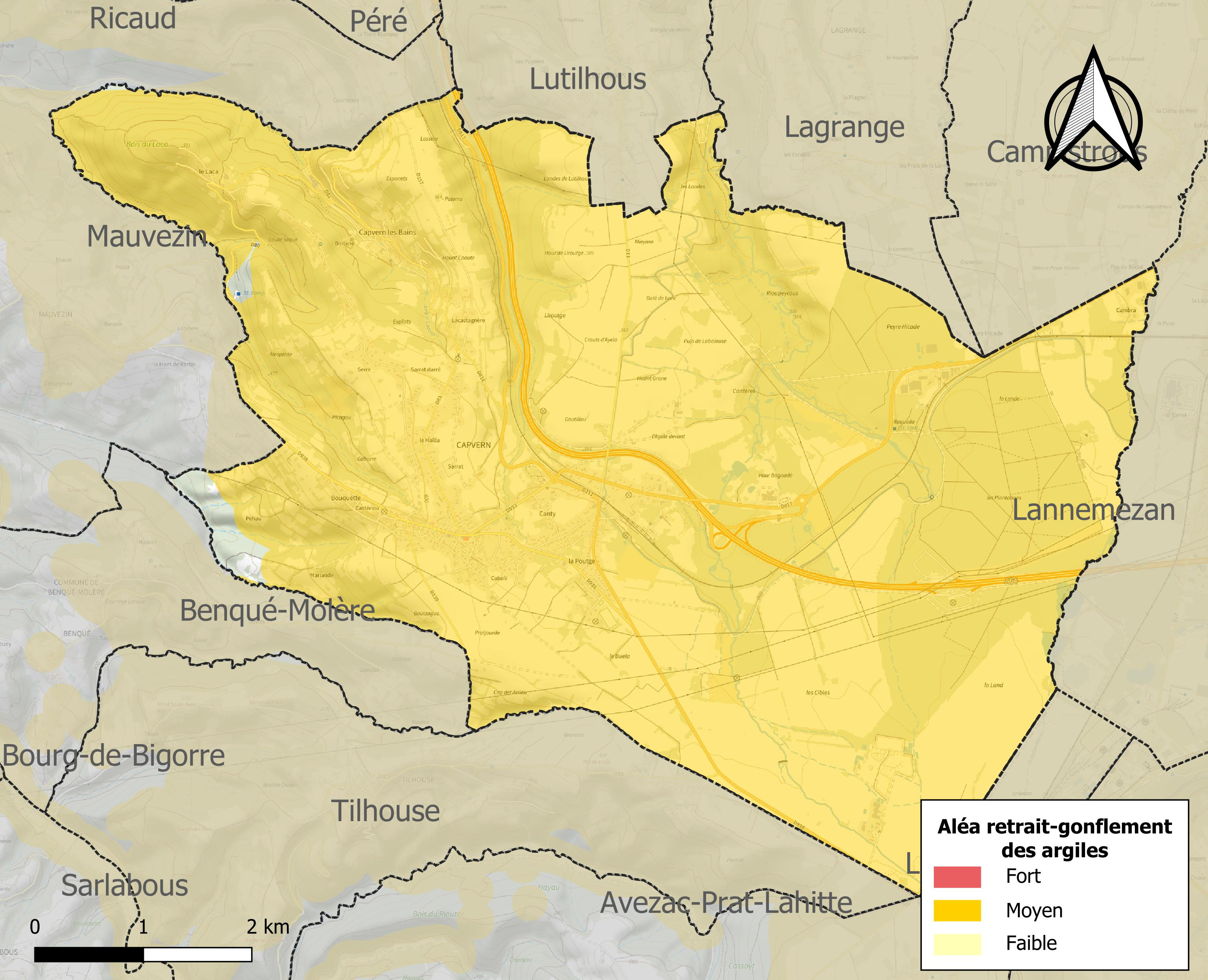
Carte des zones d'aléa retrait-gonflement des sols argileux de Capvern.

Les mouvements de terrains susceptibles de se produire sur la commune sont des mouvements de sols liés à la présence d'argile et des tassements différentiels.
Le retrait-gonflement des sols argileux est susceptible d'engendrer des dommages importants aux bâtiments en cas d’alternance de périodes de sécheresse et de pluie. 99 % de la superficie communale est en aléa moyen ou fort (44,5 % au niveau départemental et 48,5 % au niveau national). Sur les 631 bâtiments dénombrés sur la commune en 2019, 631 sont en aléa moyen ou fort, soit 100 %, à comparer aux 75 % au niveau départemental et 54 % au niveau national. Une cartographie de l'exposition du territoire national au retrait gonflement des sols argileux est disponible sur le site du BRGM,.
Par ailleurs, afin de mieux appréhender le risque d’affaissement de terrain, l'inventaire national des cavités souterraines permet de localiser celles situées sur la commune.
Concernant les mouvements de terrains, la commune a été reconnue en état de catastrophe naturelle au titre des dommages causés par la sécheresse en 2003, par des mouvements de terrain en 1999 et par des glissements de terrain en 1992.

#### Risques technologiques
La commune est exposée au risque industriel du fait de la présence sur son territoire d'une entreprise soumise à la directive européenne SEVESO.
Le risque de transport de matières dangereuses sur la commune est lié à sa traversée par une route à fort trafic, une ligne de chemin de fer et une canalisation de transport d'hydrocarbures. Un accident se produisant sur de telles infrastructures est susceptible d’avoir des effets graves sur les biens, les personnes ou l'environnement, selon la nature du matériau transporté. Des dispositions d’urbanisme peuvent être préconisées en conséquence.

#### Risque particulier
Dans plusieurs parties du territoire national, le radon, accumulé dans certains logements ou autres locaux, peut constituer une source significative d’exposition de la population aux rayonnements ionisants. Certaines communes du département sont concernées par le risque radon à un niveau plus ou moins élevé. Selon la classification de 2018, la commune de Capvern est classée en zone 2, à savoir zone à potentiel radon faible mais sur lesquelles des facteurs géologiques particuliers peuvent faciliter le transfert du radon vers les bâtiments.

## Toponymie

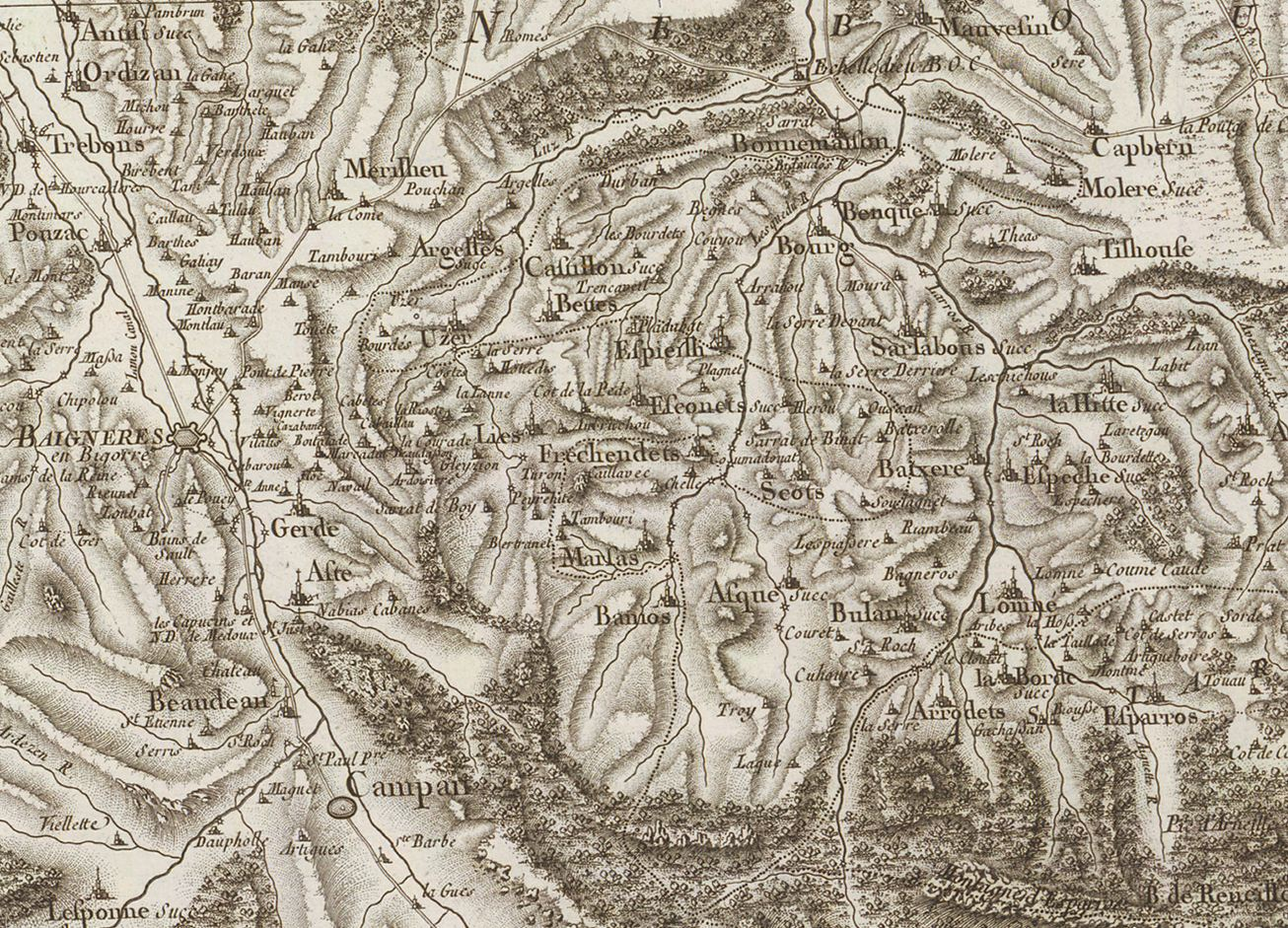
Extrait de la carte de Cassini (entre 1756 et 1789) situant Capvern.

On trouvera les principales informations dans le Dictionnaire toponymique des communes des Hautes Pyrénées de Michel Grosclaude et Jean-François Le Nail qui rapporte les dénominations historiques du village :
- castra Capverii, latin (1256, contrat mariage Esquivat) ;
- de Capiteberni, latin (1300, enquête Bigorre) ;
- De Capiteuerno, latin (1313, Debita regi Navarre) ;
- De Capite Bernio, latin (1342, pouillé de Tarbes ; 1379, procuration Tarbes) ;
- Cap Bern, (1429, censier de Bigorre) ;
- Capbern, (1760, Larcher, Pouillé Tarbes) ;
- Capbern, (1790, Département 1) ;
- Capbern, (fin XVIIIe siècle, carte de Cassini).

Capvern est aussi parfois identifié à Aquae Convenarum (« eaux des Convènes »), mentionné dans l'itinéraire d'Antonin et dessiné sur la table de Peutinger, à l'époque romaine,.
Le mot Capvern peut aussi venir de cap (tête) et vèrn (aulne).
Son nom en occitan (gascon) est Capvèrn.

## Histoire
D’abord appelé Aquae Convenarum (Eaux-des-Convènes), le bourg prend le nom de « Capvern », qui signifierait « la pointe verte ». Autre étymologie possible : ce serait Capus Vernus, consul romain du Ier siècle av. J.-C., qui l’aurait baptisé lors du traçage de la voie romaine. En 1270, le Plateau de Lannemezan est colonisé par le seigneur Gérard d'Aure et la bourgade de "Capbern" est fondé.
Le traitement de la goutte des légionnaires romains semble avoir été la première indication de la station.
Montaigne vint à Capvern en cure en 1568. L’essor de la station thermale date toutefois de la fin du XIXe siècle, période faste du thermalisme pyrénéen.
Son premier slogan, lancé en 1875, est imparable : « Si ta vessie est menacée, Capvern sera la panacée » ! Les sources de Capvern-les-Bains ont permis de soigner un grand nombre de curistes célèbres : le maréchal de Lattre de Tassigny, Montgomery, Fernandel, Georges Brassens, André Dassary, Albert Ferrasse, Mady Mesplé, Françoise Rosay...

## Héraldique
| Blason | Blasonnement : D'or à la montagne de sable mouvant du flanc senestre d'où jaillit un jet d'eau azur dans une baignoire d'argent, le tout posé sur une terrasse aussi de sable ; au chef de gueules chargé d'un mouton arrêté d'argent. |

## Politique et administration

### Tendances politiques et résultats
| Élection                      | Tour | Arrivé en tête                   | Suite des résultats                 | Participation |
| ----------------------------- | ---- | -------------------------------- | ----------------------------------- | ------------- |
| Élections municipales de 2014 | 1er  | 50,06 % : Gilbert Dastugue (PCF) | 49,93 % : Jean-Bernard Colomès (PS) | 81,42 %       |

### Liste des maires
| Période           | Période                   | Identité           | Étiquette | Qualité |
| ----------------- | ------------------------- | ------------------ | --------- | --- |
| 1945              | 1955                      | Joseph Dutrey      |           | |
| 1955              | 1959                      | Paul Mailho        |           | |
| 1959              | 1977                      | Jean-Pierre Ricaud |           | |
| 1977              | 1983                      | René Laran         | MRG       | Diplômé d'honneur des anciens combattants de l'armée française 1939-1945                                                               |
| mars 1983         | mars 2008                 | Gilbert Dastugue   | PCF       | Artisan à la retraite Candidat aux élections cantonales de 2001                                                                        |
| mars 2008         | mars 2014                 | André Laran        | PCF       | Enseignant à la retraite 1er adjoint au maire Candidat aux élections cantonales de 2008                                                |
| mars 2014         | 21 juillet 2014           | Gilbert Dastugue   | PCF       | Artisan à la retraite |
| 21 juillet 2014   | 19 septembre 2014         | Jacques Debien     |           | Président de la délégation spéciale |
| 19 septembre 2014 | 2 octobre 2017            | Gilbert Dastugue   | PCF       | Artisan à la retraite 4e adjoint au maire (2017-) Candidat aux élections départementales de 2015                                       |
| 2 octobre 2017    | en cours (au 27 mai 2020) | Jean-Paul Laran    | DVG       | Agent de fabrication à la Socata Technicien qualité à l'entreprise Daher Conseiller municipal (1989-2014) Adjoint au maire (2014-2017) |

### Intercommunalité
Capvern appartient de 1994 à 2016 à la communauté de communes Neste Baronnies puis à la communauté de communes du Plateau de Lannemezan Neste-Baronnies-Baïses depuis 2017.

## Population et société

### Démographie

#### Évolution démographique
L'évolution du nombre d'habitants est connue à travers les recensements de la population effectués dans la commune depuis 1793. Pour les communes de moins de 10 000 habitants, une enquête de recensement portant sur toute la population est réalisée tous les cinq ans, les populations de référence des années intermédiaires étant quant à elles estimées par interpolation ou extrapolation. Pour la commune, le premier recensement exhaustif entrant dans le cadre du nouveau dispositif a été réalisé en 2008.

En 2022, la commune comptait 1 286 habitants, en évolution de −1,3 % par rapport à 2016 (Hautes-Pyrénées : +1,59 %, France hors Mayotte : +2,11 %).
| 1793 | 1800 | 1806 | 1821 | 1831 | 1836 | 1841 | 1846 | 1851 |
| ---- | ---- | ---- | ---- | ---- | ---- | ---- | ---- | ---- |
| 516  | 497  | 570  | 662  | 741  | 800  | 850  | 884  | 863  |

| 1856 | 1861 | 1866  | 1872  | 1876  | 1881  | 1886  | 1891 | 1896 |
| ---- | ---- | ----- | ----- | ----- | ----- | ----- | ---- | ---- |
| 866  | 783  | 1 057 | 1 079 | 1 171 | 1 186 | 1 166 | 992  | 953  |

| 1901 | 1906 | 1911 | 1921 | 1926 | 1931 | 1936 | 1946 | 1954 |
| ---- | ---- | ---- | ---- | ---- | ---- | ---- | ---- | ---- |
| 999  | 974  | 928  | 926  | 933  | 830  | 872  | 926  | 925  |

| 1962 | 1968 | 1975  | 1982 | 1990  | 1999  | 2006  | 2008  | 2013  |
| ---- | ---- | ----- | ---- | ----- | ----- | ----- | ----- | ----- |
| 763  | 938  | 1 027 | 932  | 1 025 | 1 074 | 1 236 | 1 278 | 1 293 |

| 2018  | 2022  | - | - | - | - | - | - | - |
| ----- | ----- | - | - | - | - | - | - | - |
| 1 267 | 1 286 | - | - | - | - | - | - | - |

## Économie

### Revenus
En 2018, la commune compte 619 ménages fiscaux, regroupant 1 255 personnes. La médiane du revenu disponible par unité de consommation est de 21 030 € (20 420 € dans le département).

### Emploi
|                | 2008  | 2013  | 2018  |
| -------------- | ----- | ----- | ----- |
| Commune        | 8 %   | 9,2 % | 6,7 % |
| Département    | 7,7 % | 9,4 % | 9,8 % |
| France entière | 8,3 % | 10 %  | 10 %  |

En 2018, la population âgée de 15 à 64 ans s'élève à 736 personnes, parmi lesquelles on compte 77 % d'actifs (70,4 % ayant un emploi et 6,7 % de chômeurs) et 23 % d'inactifs,. En  2018, le taux de chômage communal (au sens du recensement) des 15-64 ans est inférieur à celui de la France et département, alors qu'en 2008 il était supérieur à celui du département et inférieur à celui de la France.
La commune fait partie de la couronne de l'aire d'attraction de Lannemezan, du fait qu'au moins 15 % des actifs travaillent dans le pôle,. Elle compte 579 emplois en 2018, contre 449 en 2013 et 466 en 2008. Le nombre d'actifs ayant un emploi résidant dans la commune est de 527, soit un indicateur de concentration d'emploi de 109,8 % et un taux d'activité parmi les 15 ans ou plus de 54,5 %.
Sur ces 527 actifs de 15 ans ou plus ayant un emploi, 135 travaillent dans la commune, soit 26 % des habitants. Pour se rendre au travail, 89,9 % des habitants utilisent un véhicule personnel ou de fonction à quatre roues, 1,5 % les transports en commun, 3,1 % s'y rendent en deux-roues, à vélo ou à pied et 5,5 % n'ont pas besoin de transport (travail au domicile).

### Sports

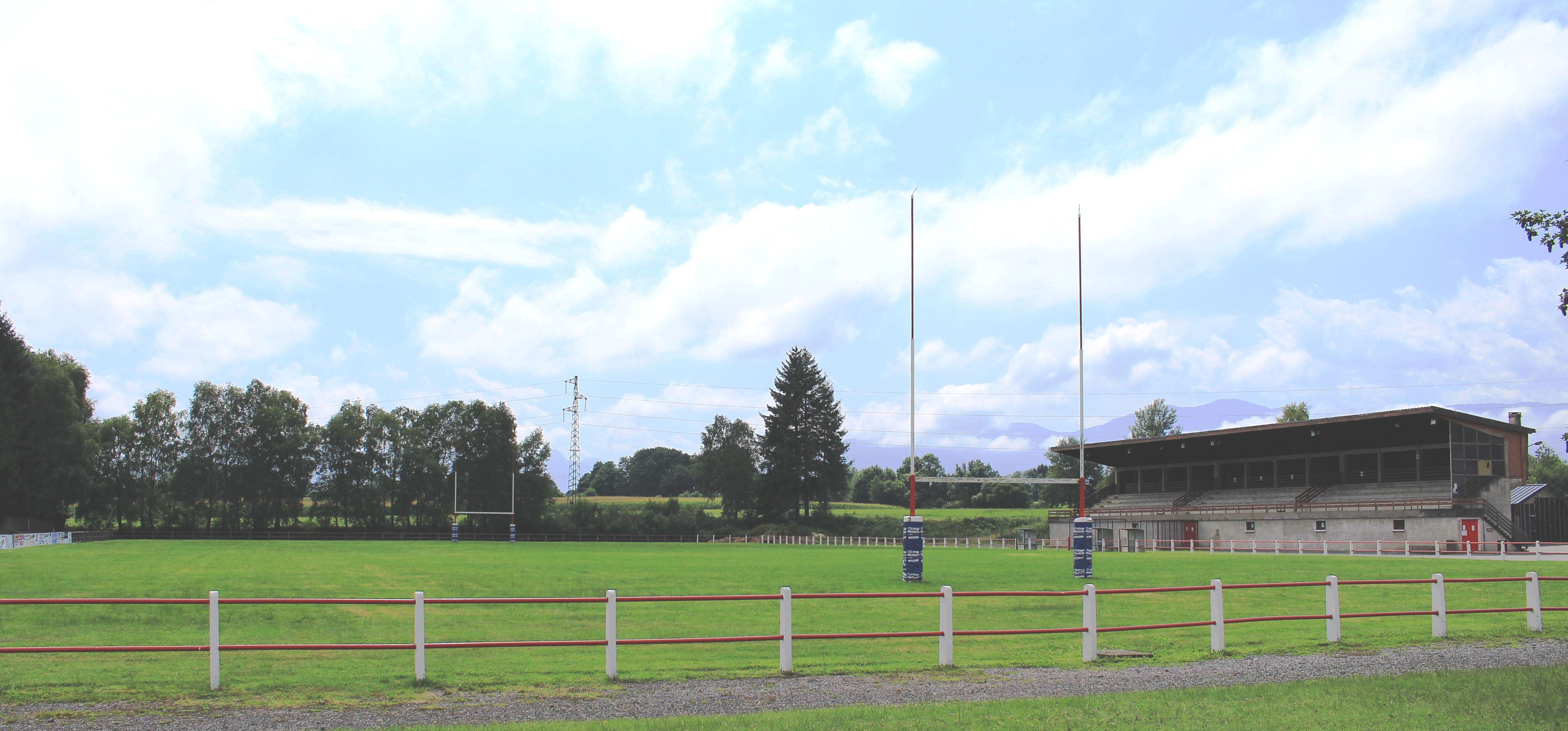
Le stade de rugby Anselme-Castillon en 2021.

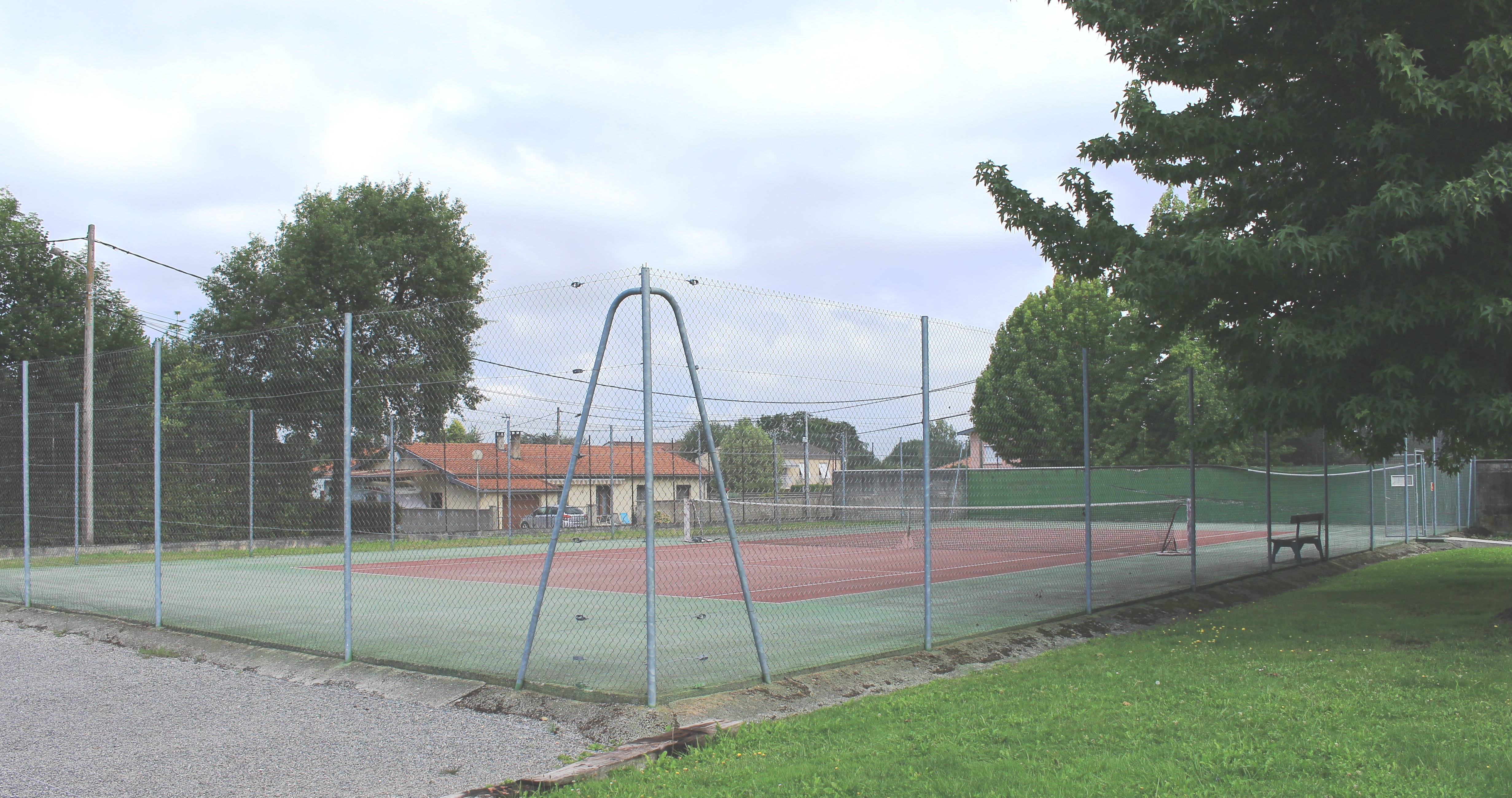
Le court de tennis en 2021.

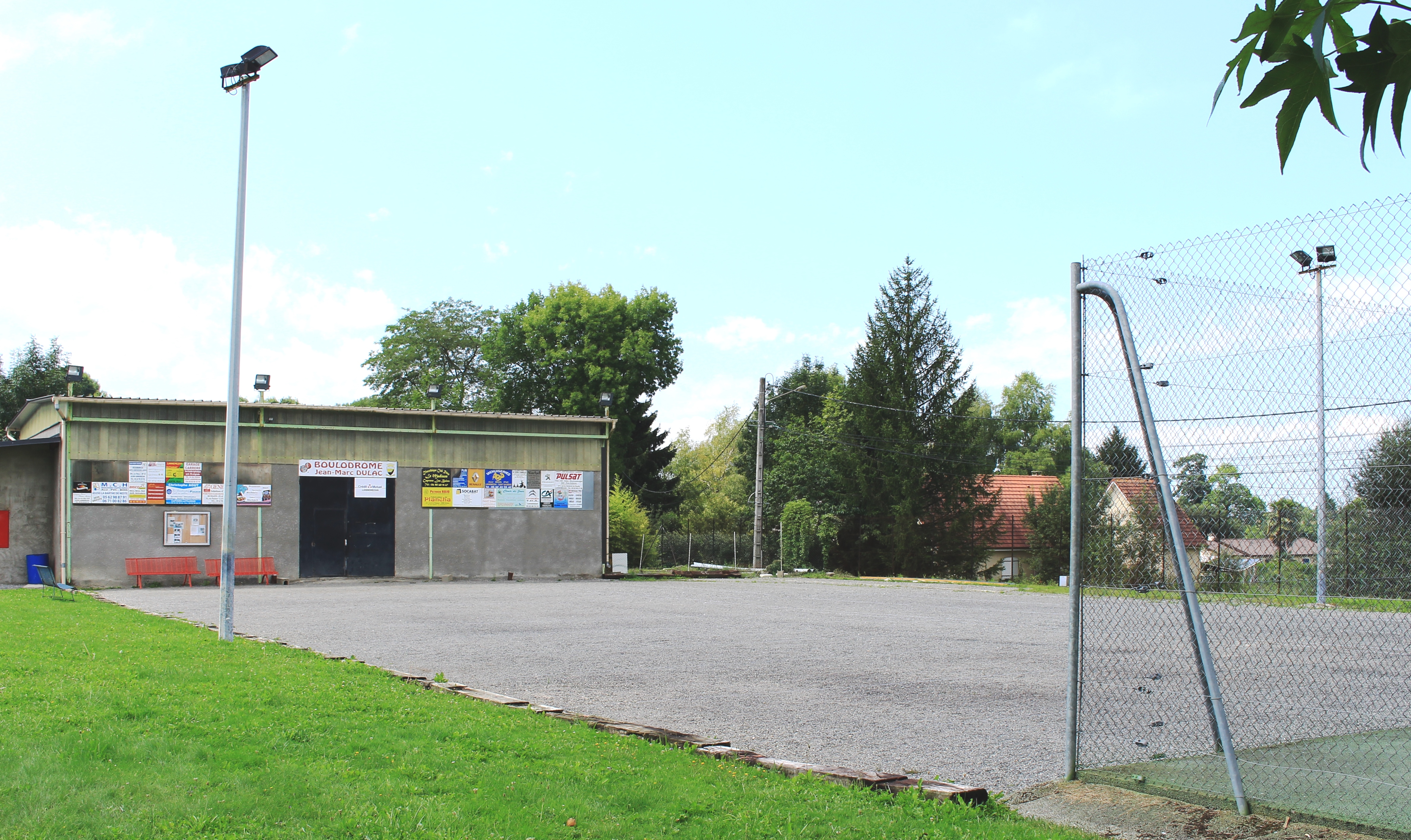
Le Boulodrome en 2021.

## Culture et festivités
La commune accueille le festival « les Rencontres Musicales » depuis 2004 sous la direction artistique de Jérôme Laran.

## Culture locale et patrimoine

### Lieux et monuments
- Station thermale : les eaux des deux établissements thermaux agissent sur les affections urinaires et digestives ainsi que sur les rhumatismes goutteux.

- Église Saint-Pierre de Capvern.

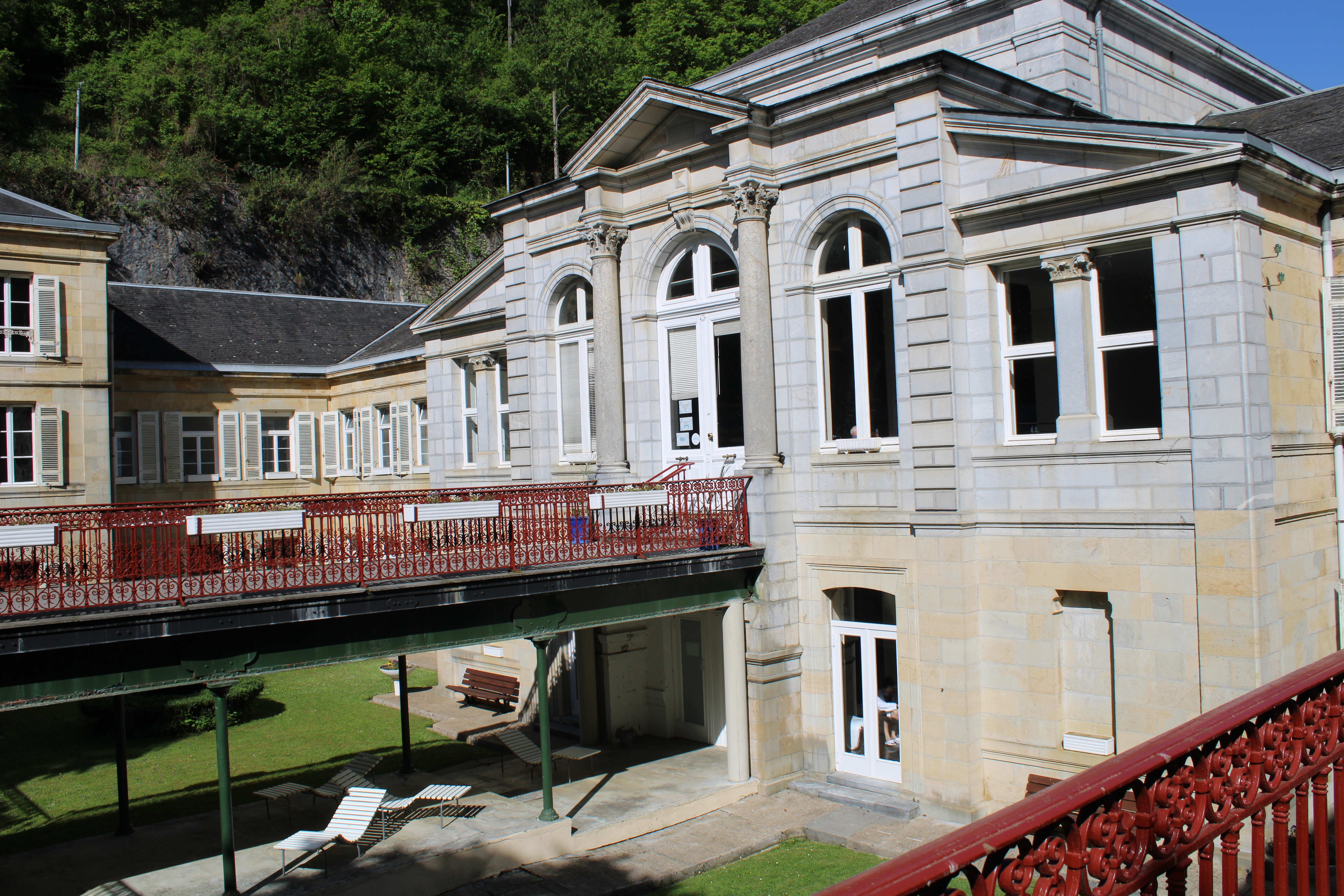
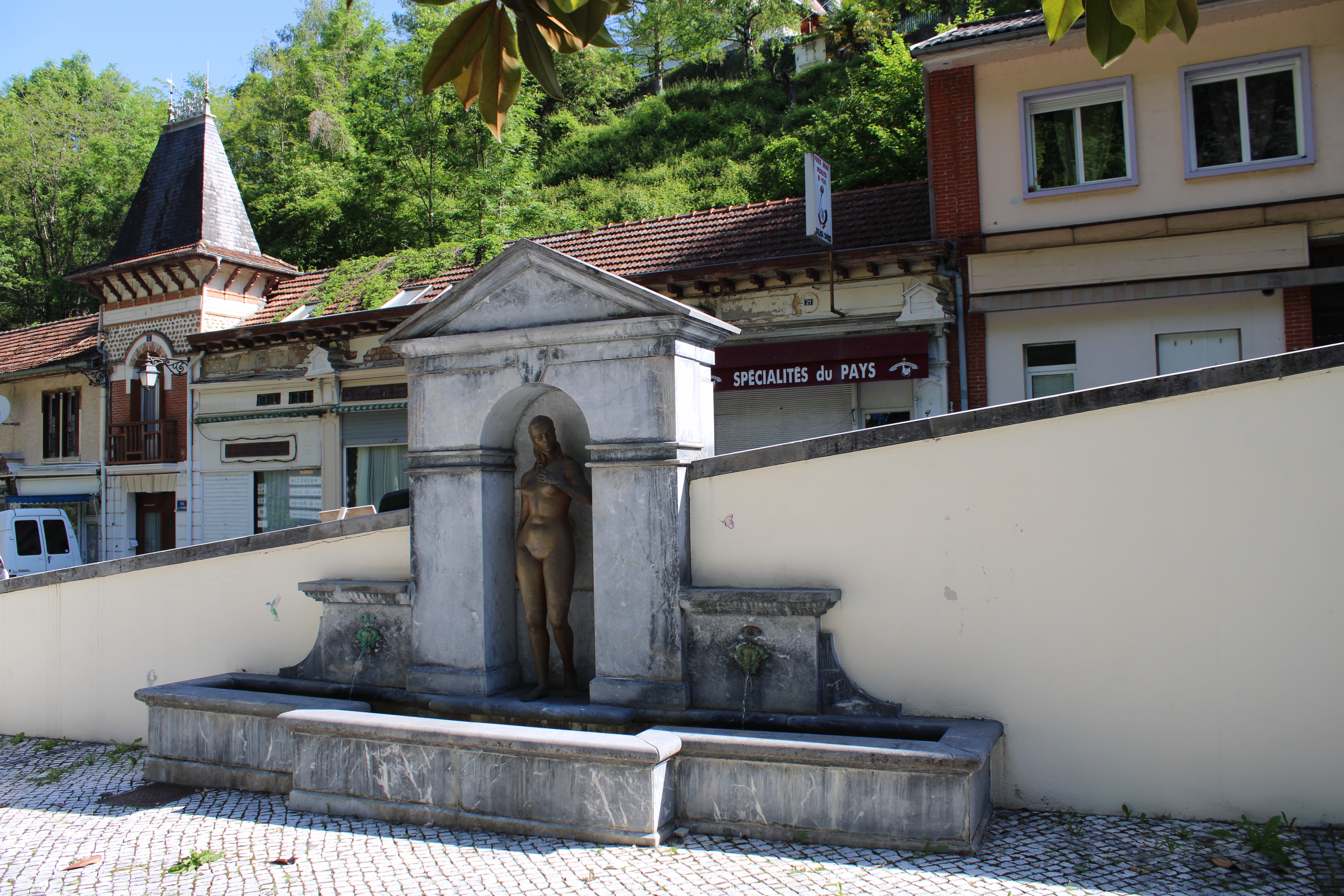

- L'église de la Sainte-Trinité  de Capvern-les-Bains a été réalisée par l'architecte Paul de Noyers, et le vitrailliste Bruno Schmeltz dans les années 1960. Elle a été labellisée « Patrimoine du XXe siècle » et inscrite au titre des monuments historiques le 7 avril 2006[42].

L'église Saint-Pierre de Capvern 

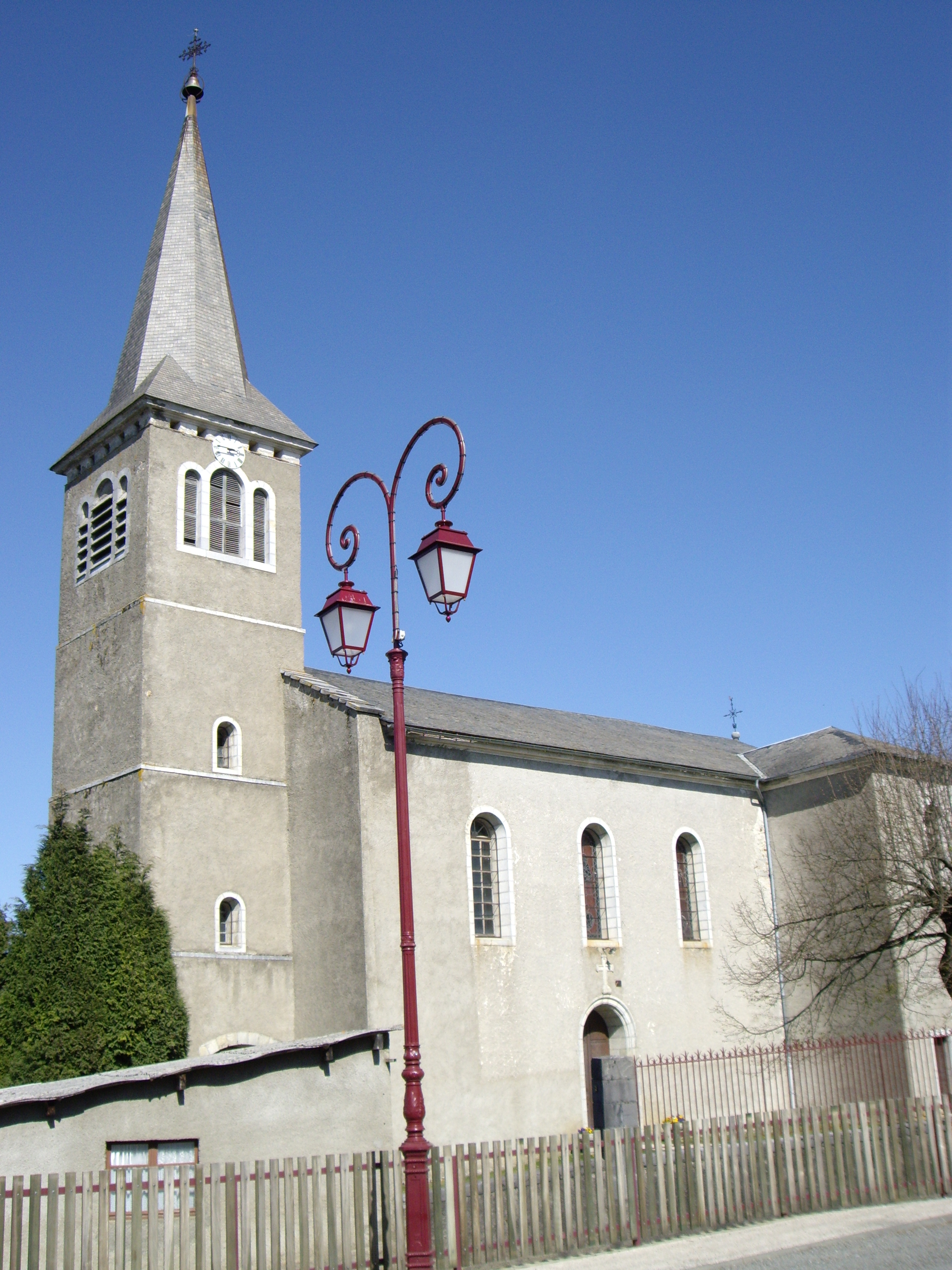
Vue de l'église.
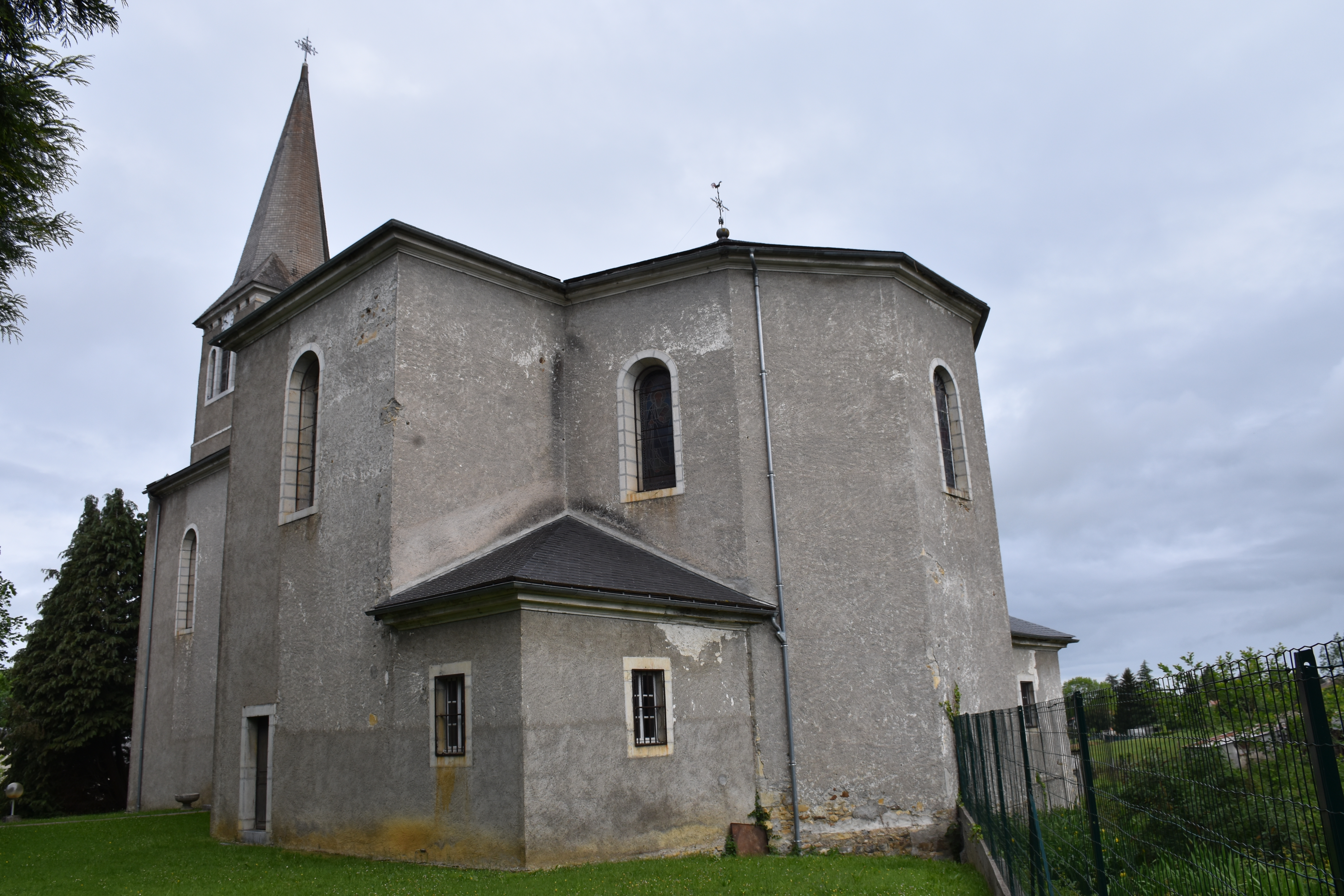
Vue du chevet .
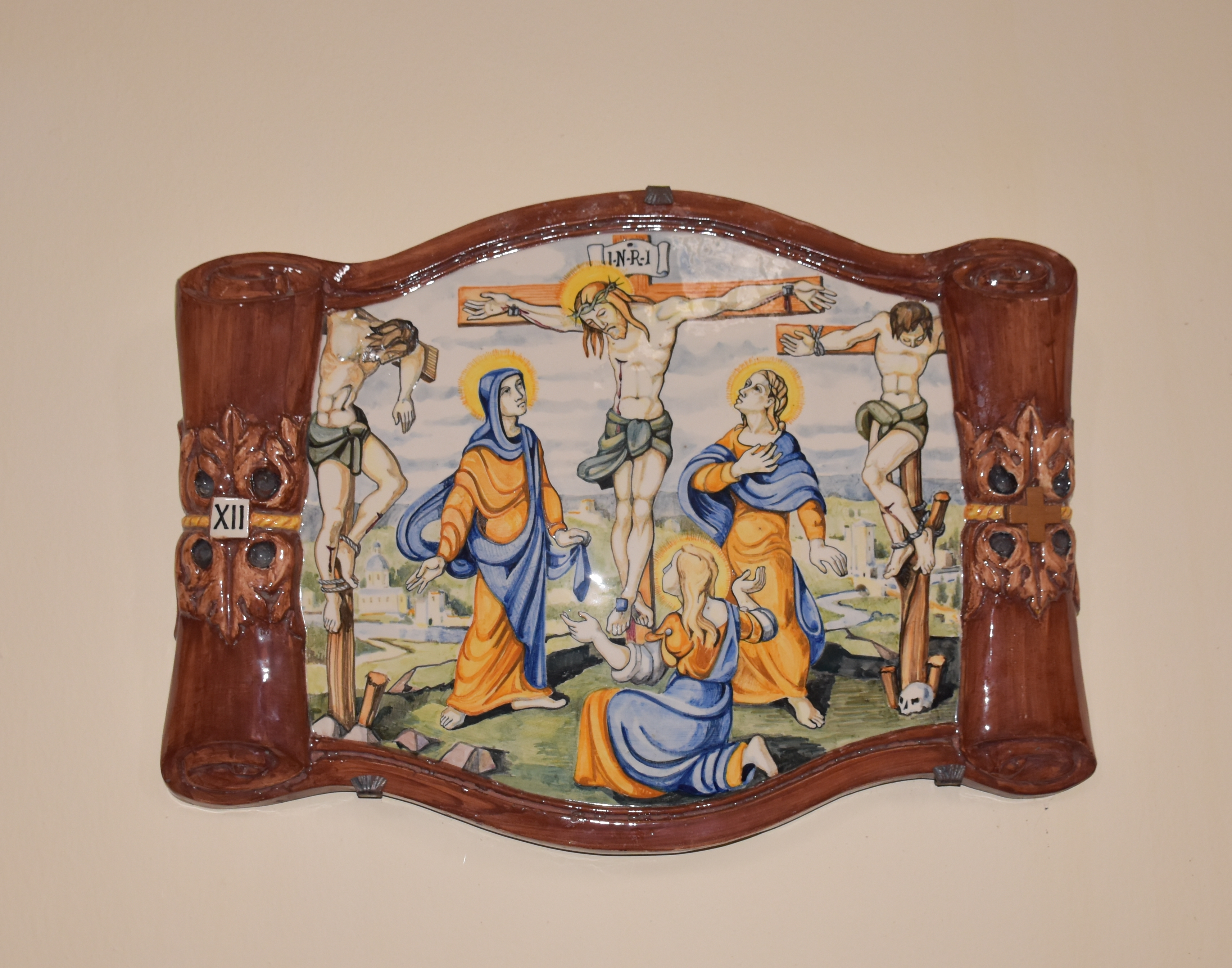
Chemin de croix - Station XII .
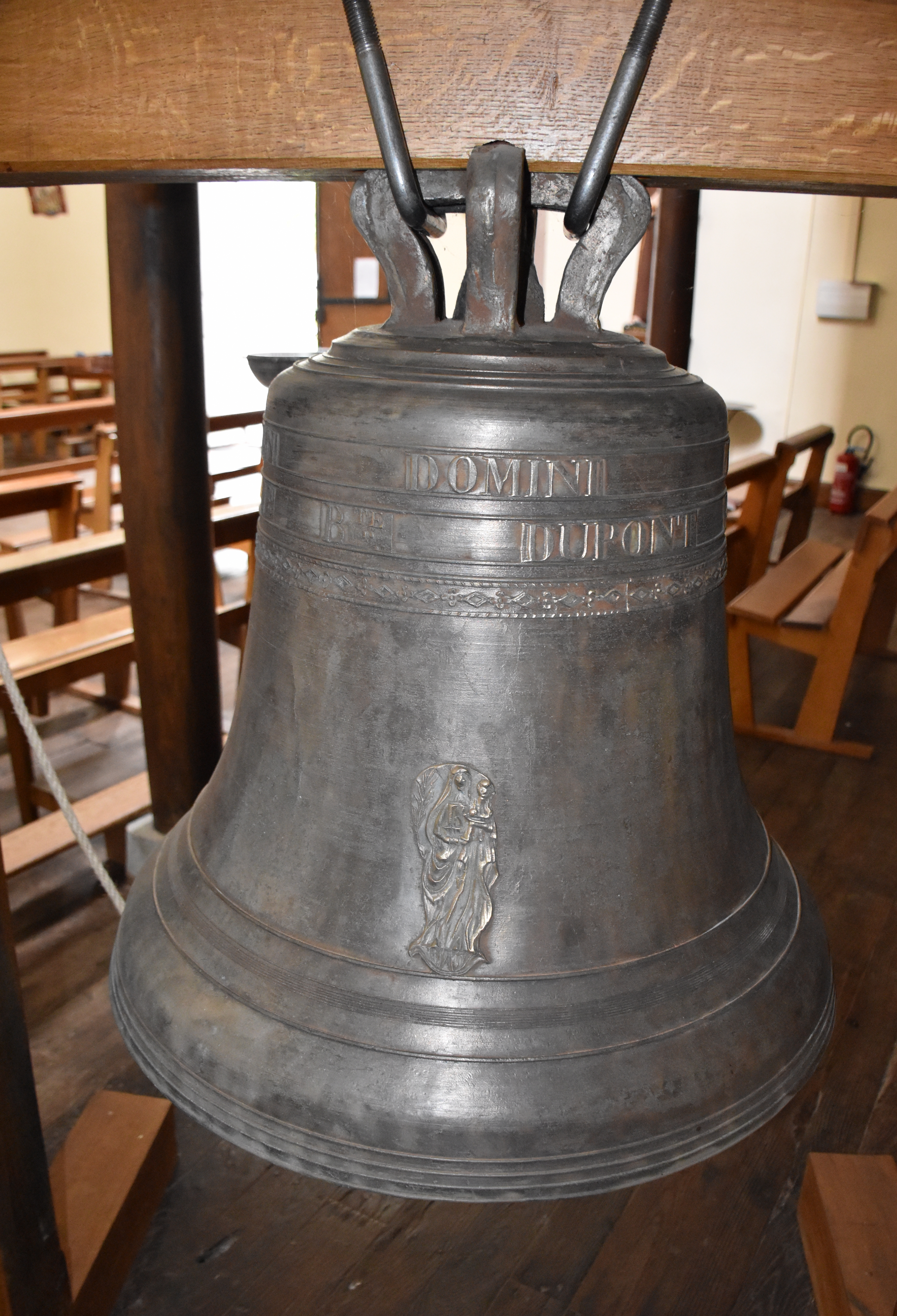
La cloche, installée en 1854 et retirée en 2016 pour risque de dégradation du clocher.
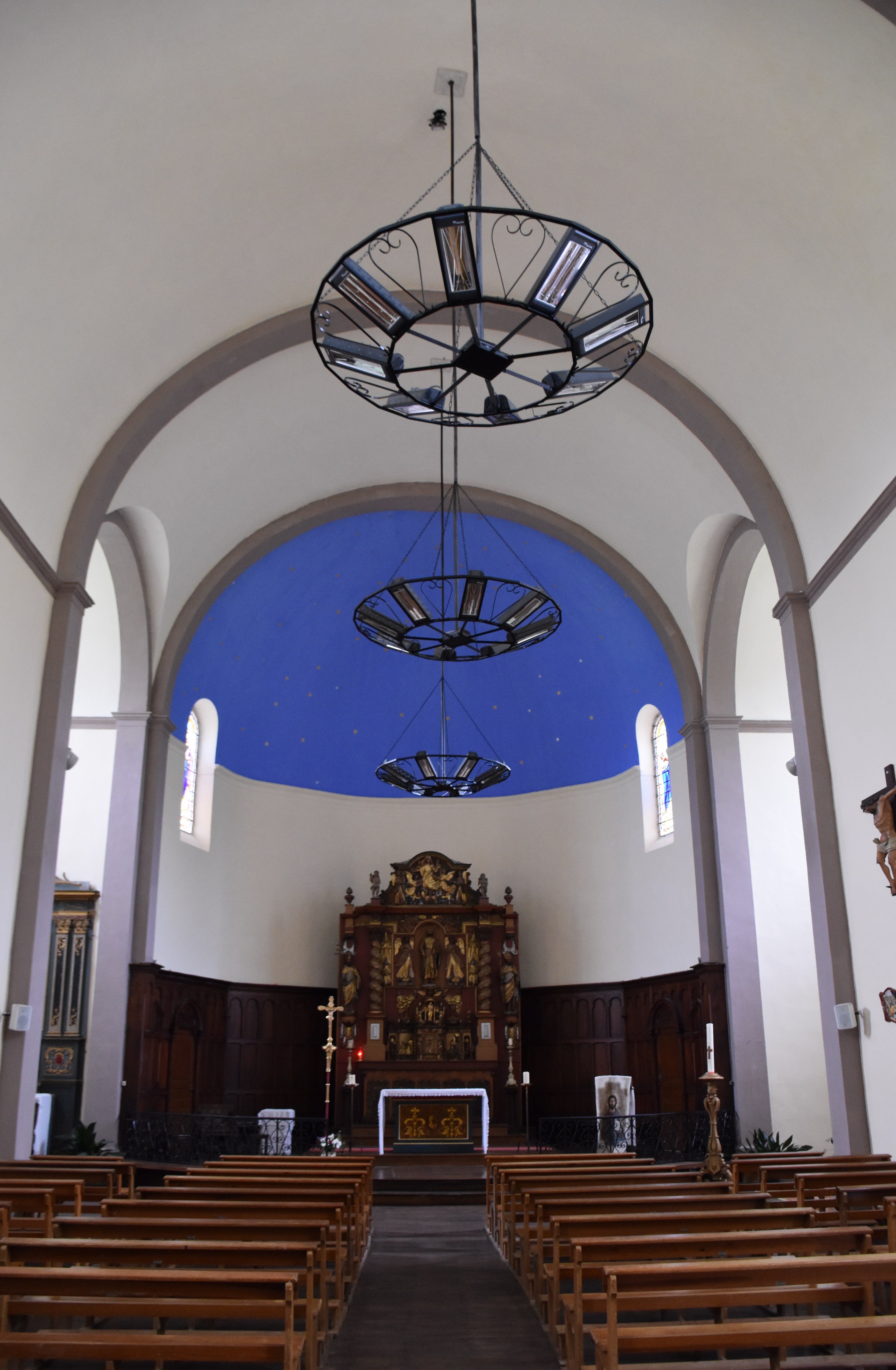
La nef côté chœur.
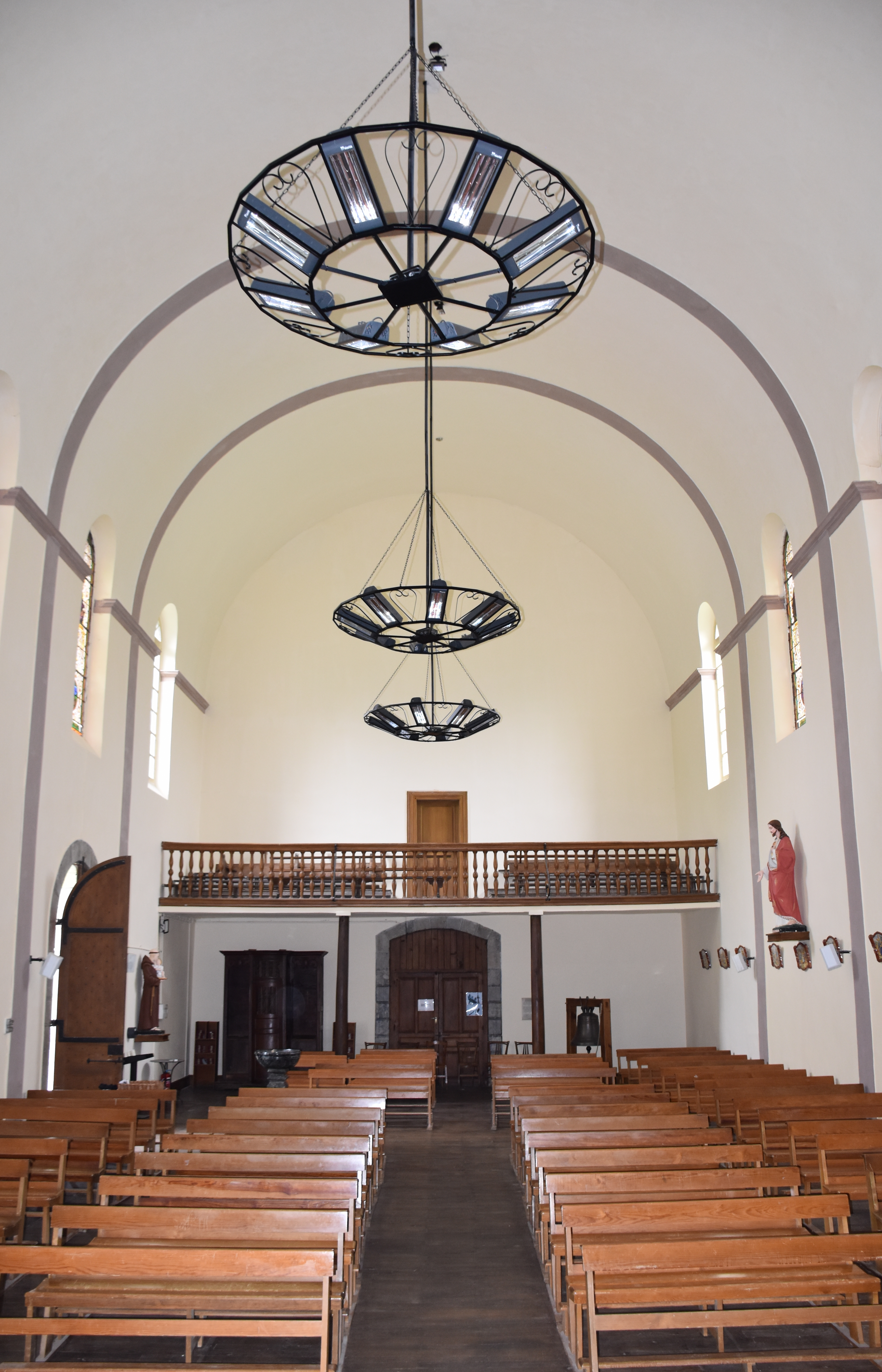
La nef côté porche.
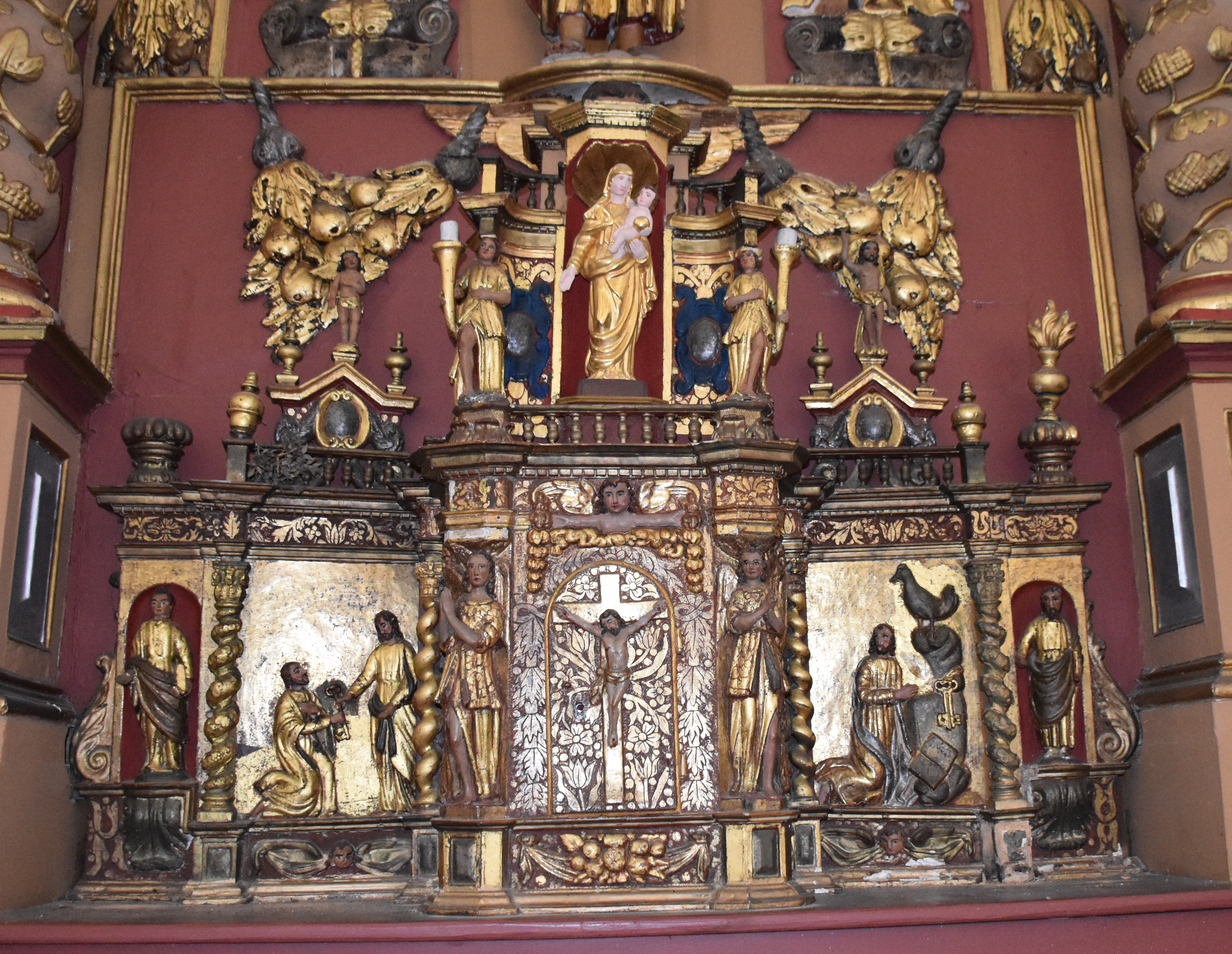
Le retable du chœur - Détail.

### Personnalités liées à la commune
Françoise Rosay, Fernandel, Georges Brassens, et Jean de Lattre de Tassigny, qui invita le temps d'un week-end à l'hôtel de Paris le maréchal Bernard Montgomery, y ont été curistes[réf. nécessaire]. Plus récemment, Mylène Demongeot, ainsi que tous les ans en période de Tour de France, des équipes cyclistes professionnelles viennent, entre deux étapes, y faire halte[réf. nécessaire].

## Images

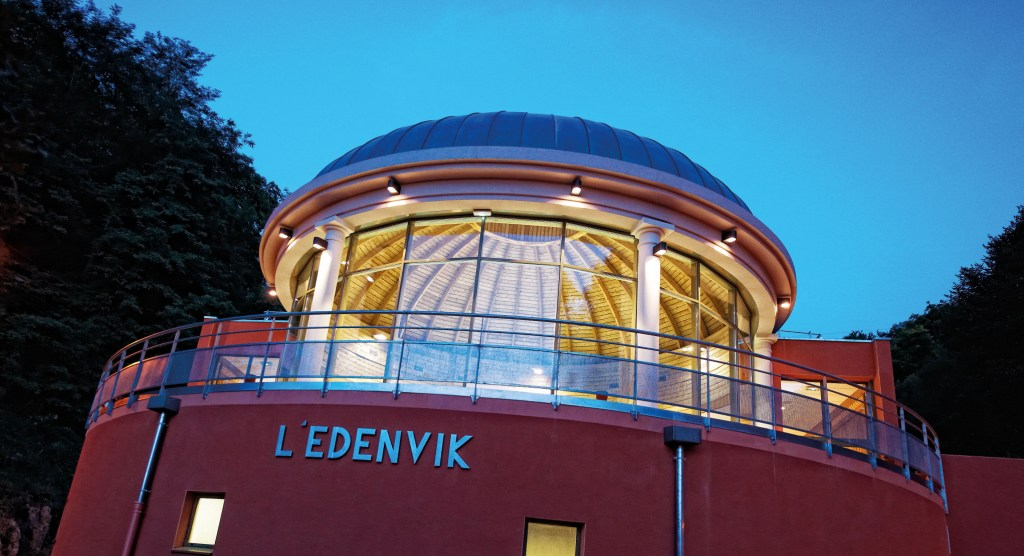
L'Edenvik.
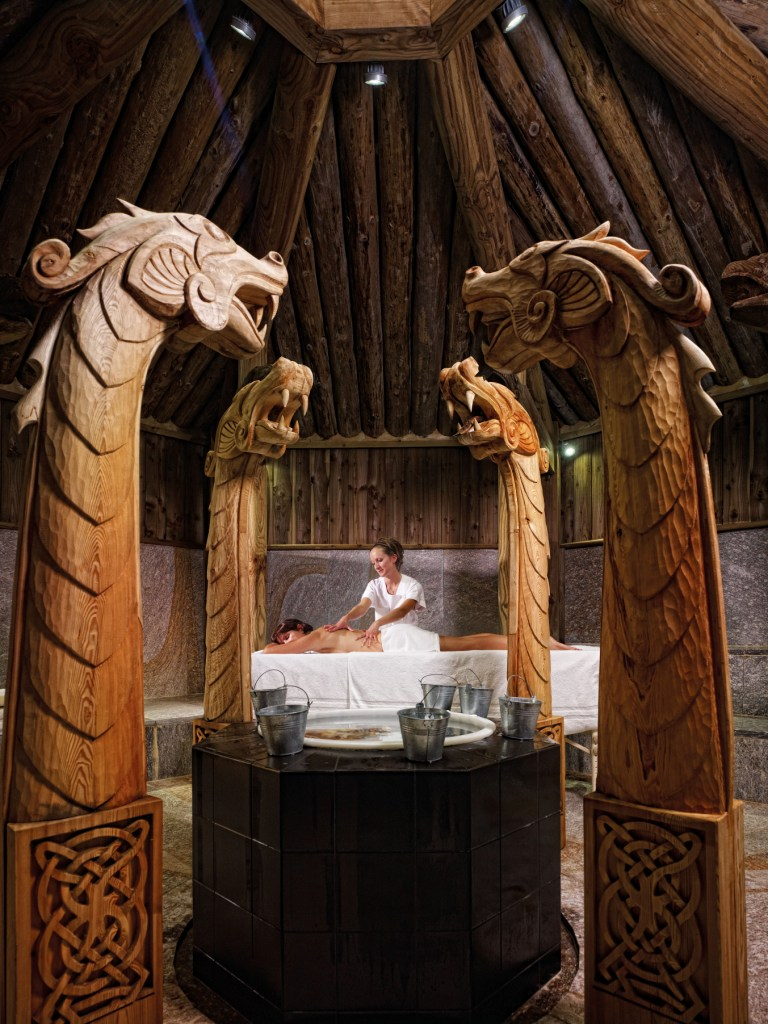
Bain viking.
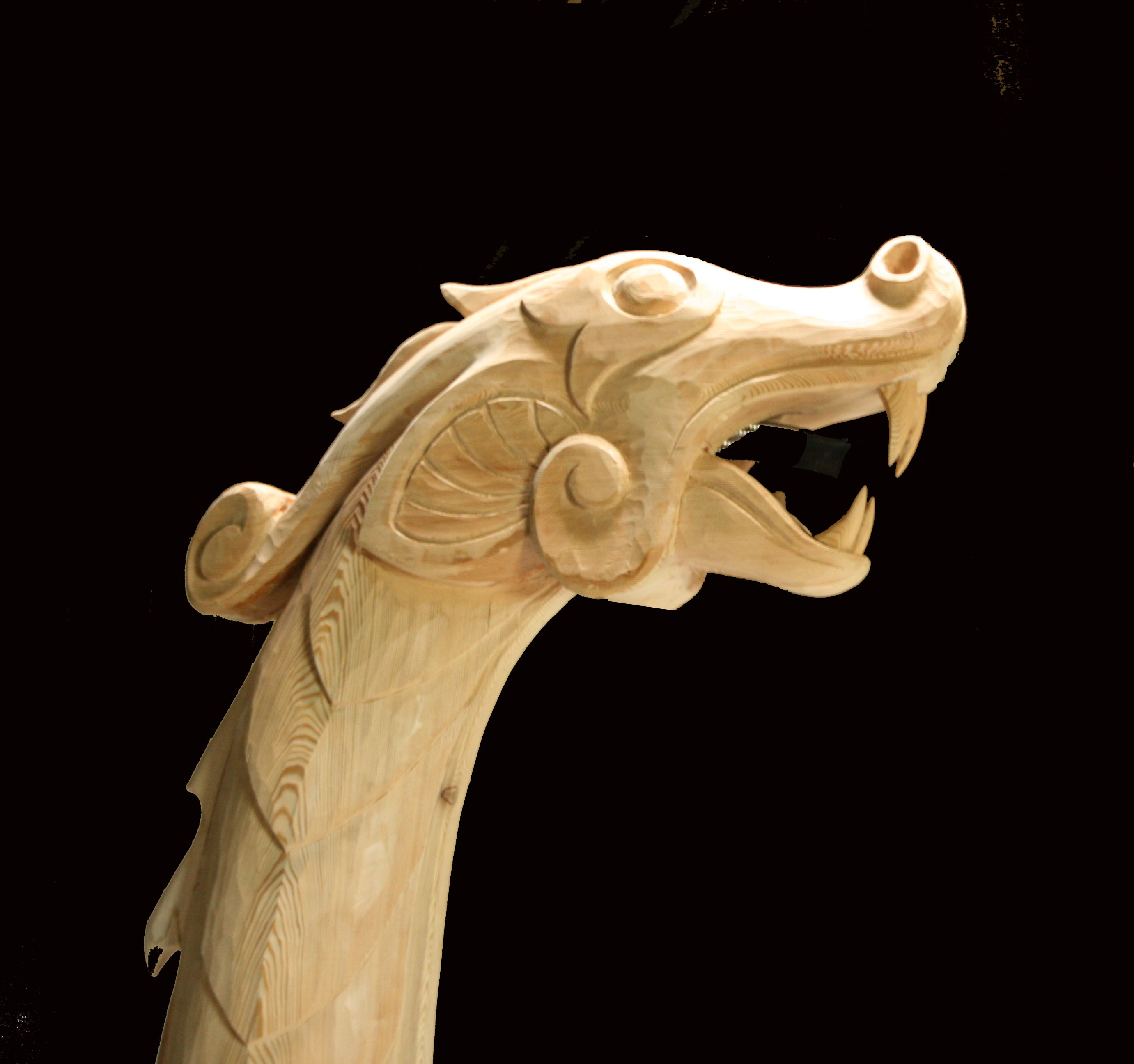
Décors.
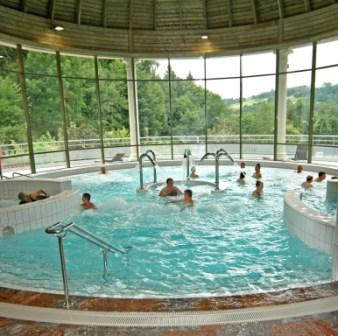
Centre de bien-être.
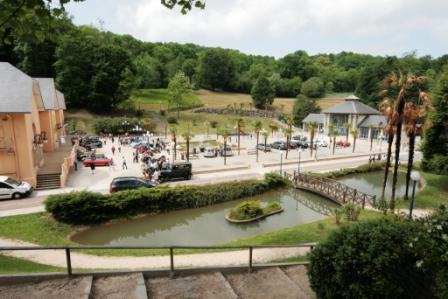
Place des Palmiers.
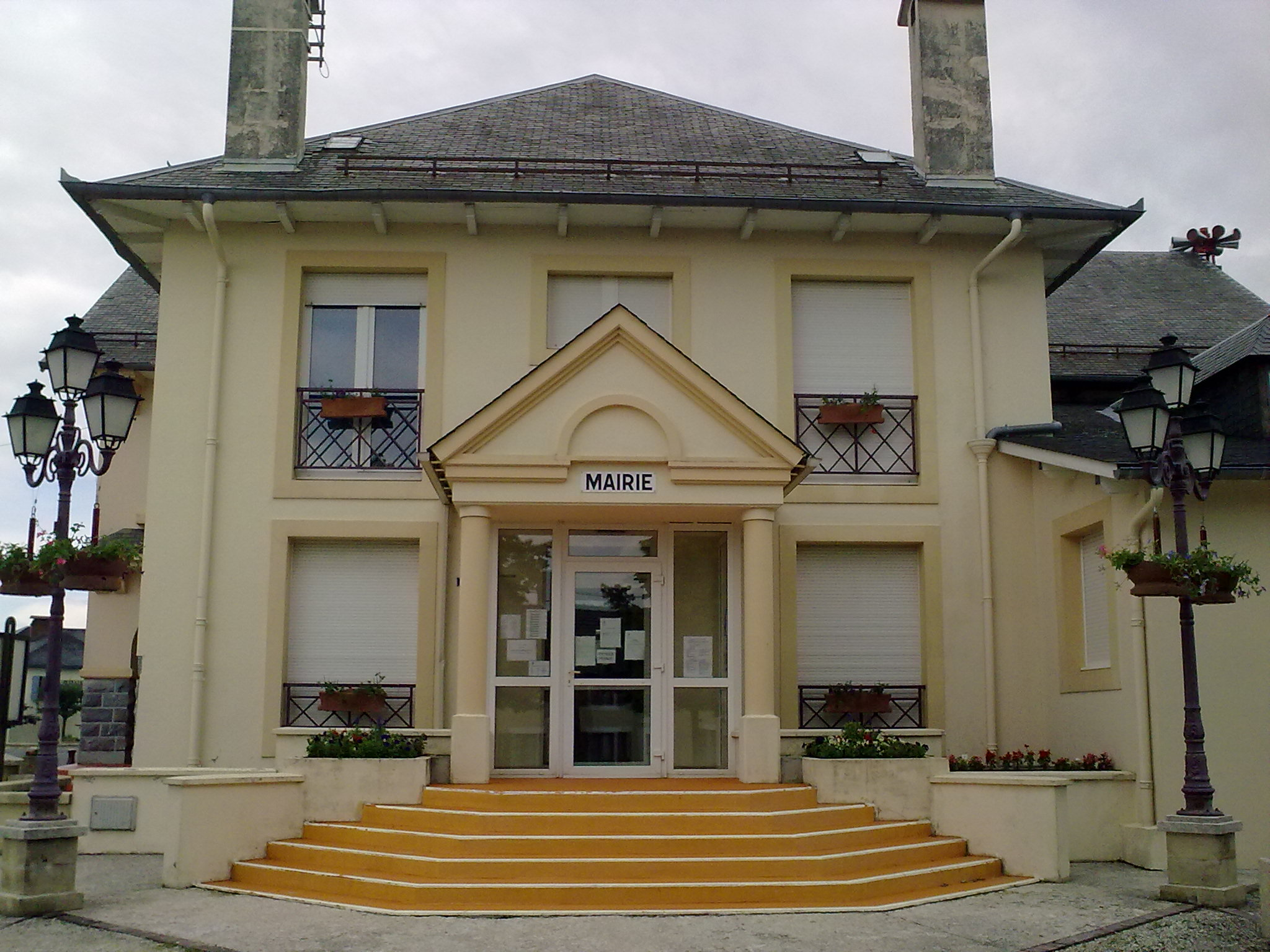
Mairie de Capvern.
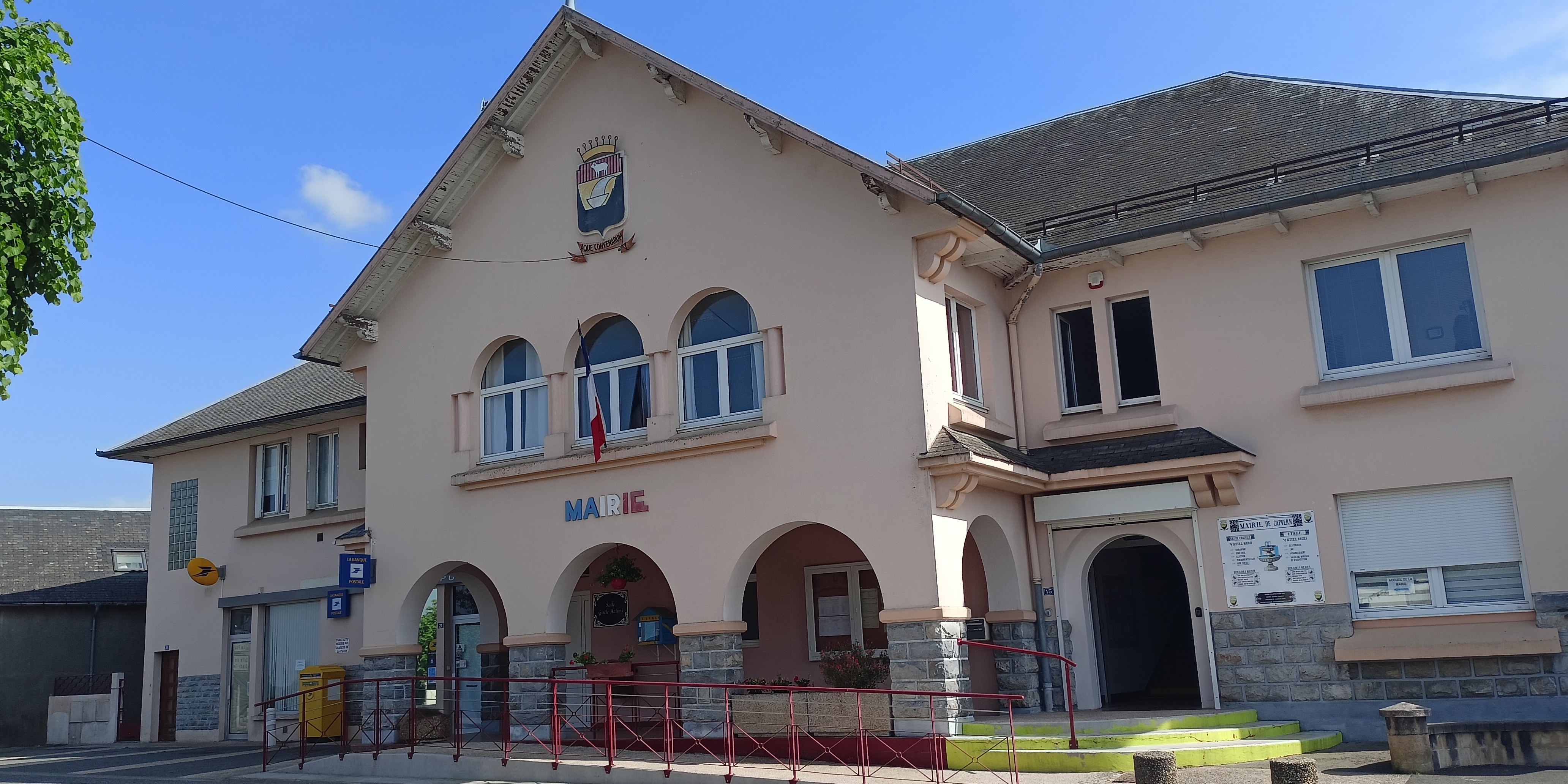
La mairie de Capvern.
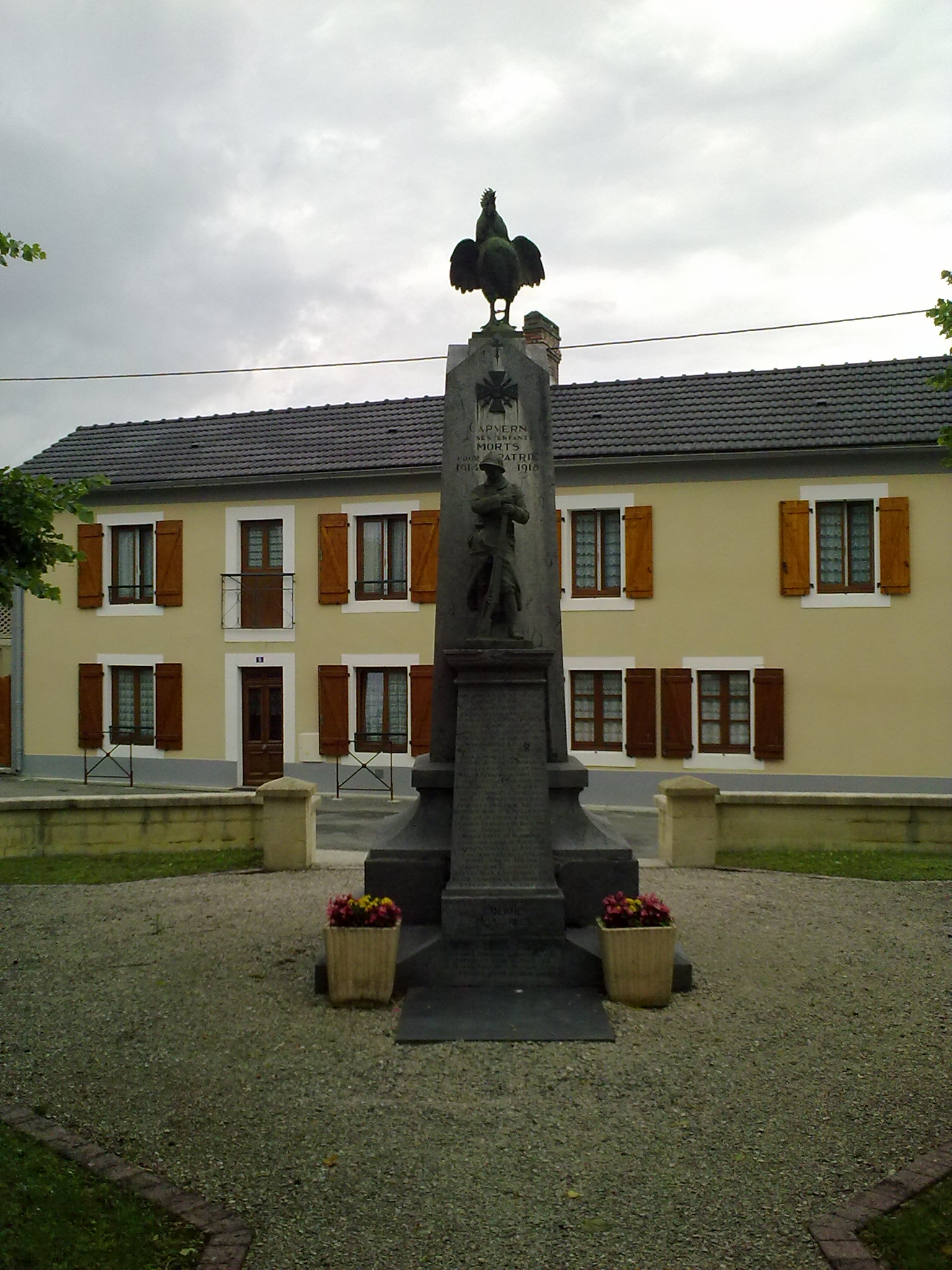
Monument aux morts de Capvern.
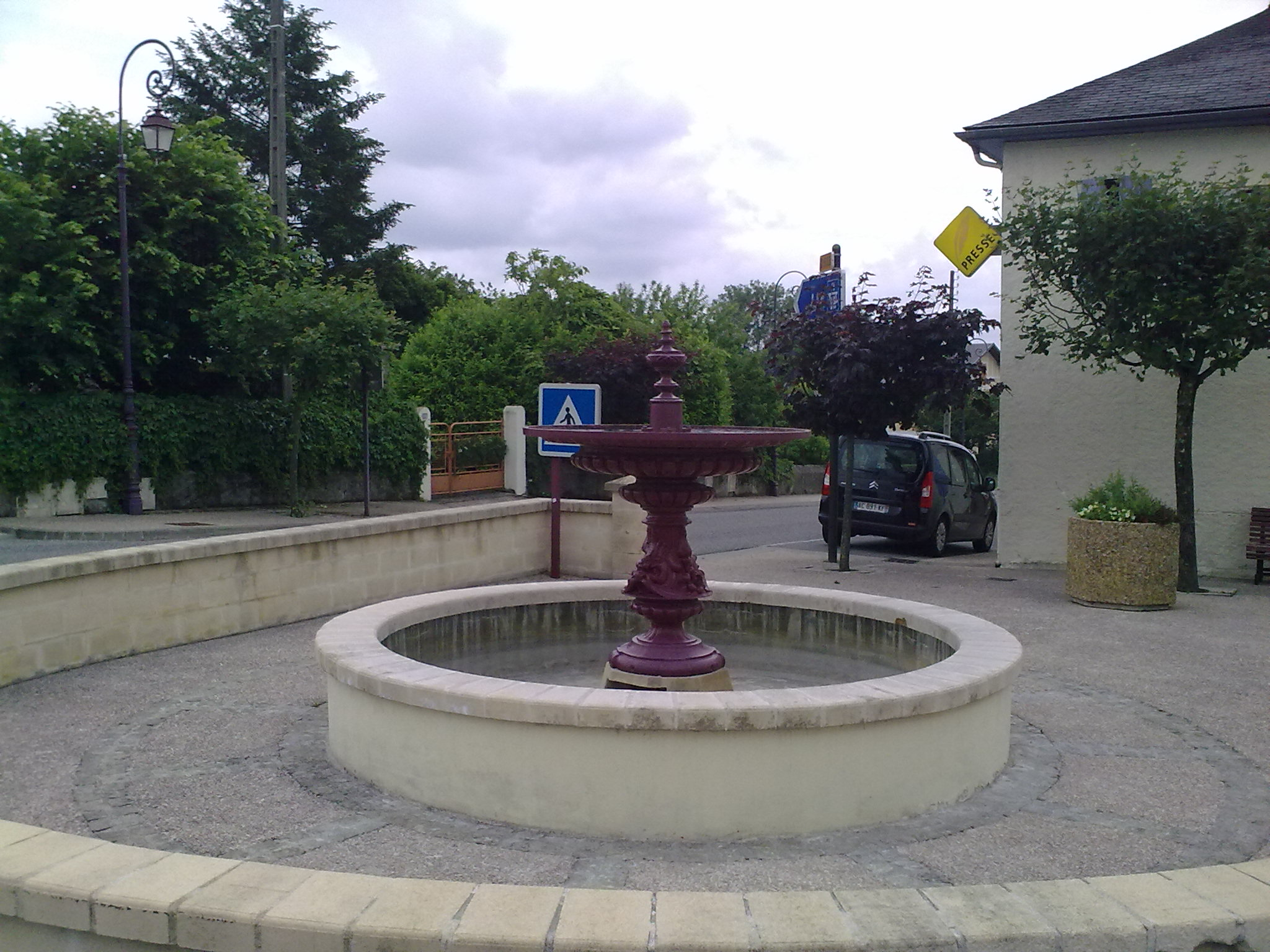
Square Ambroise-Croizat de Capvern.
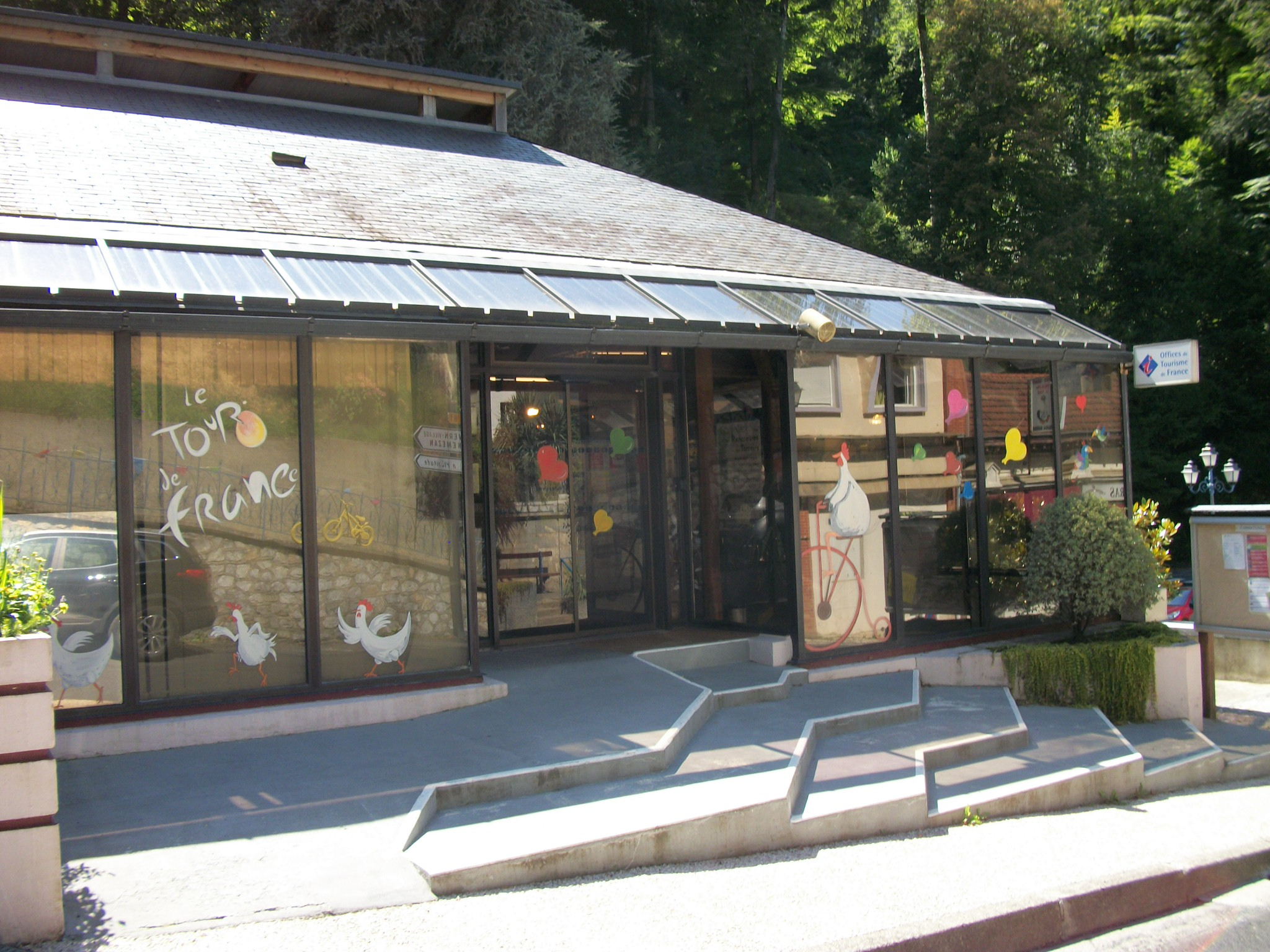
Office du tourisme de Capvern les Bains décoré pour le passage du Tour de France le 27 juillet 2018 lors de la 19e étape
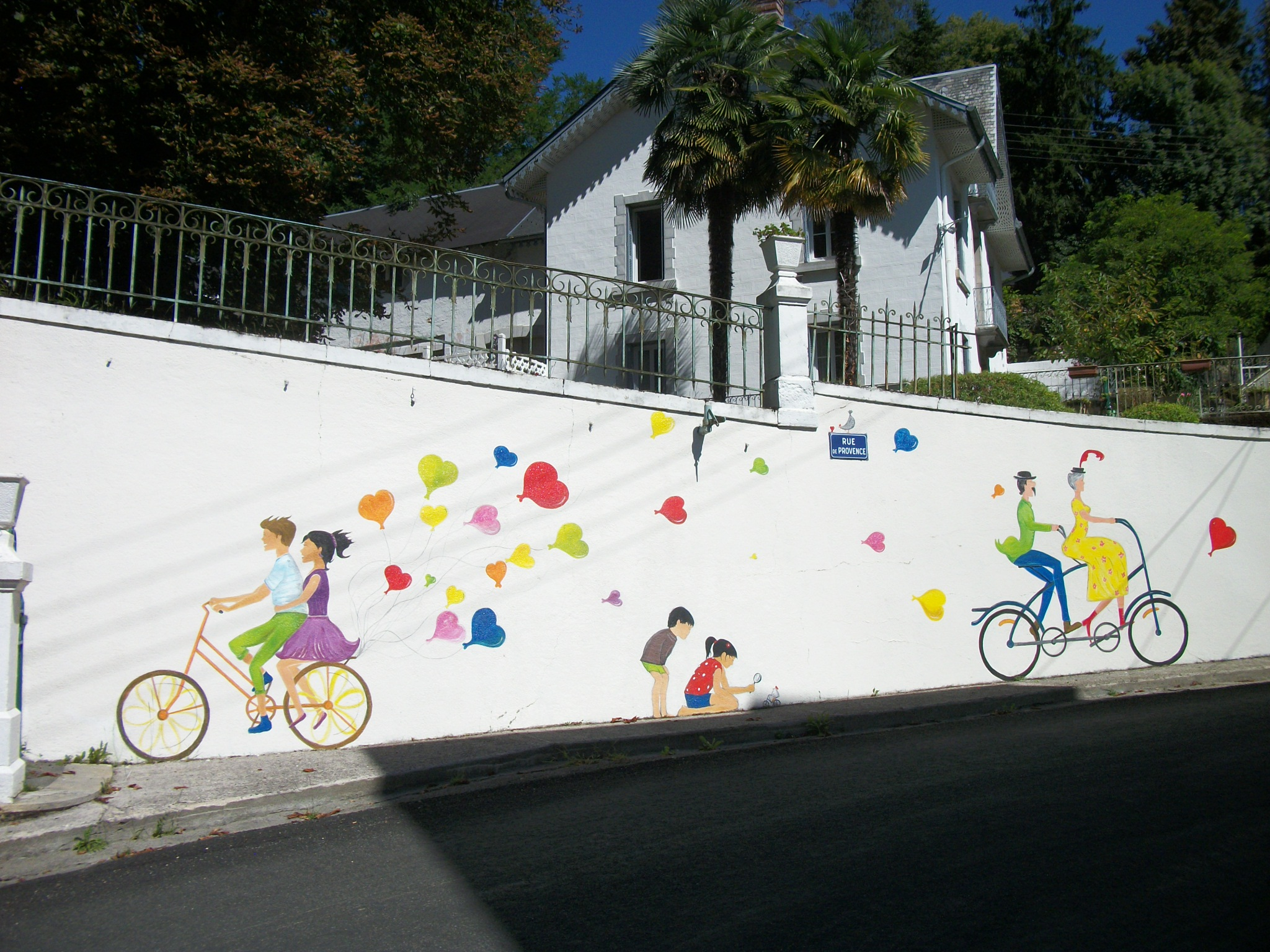
Décoration de Capvern les Bains pour le passage du Tour de France le 27 juillet 2018 lors de la 19e étape
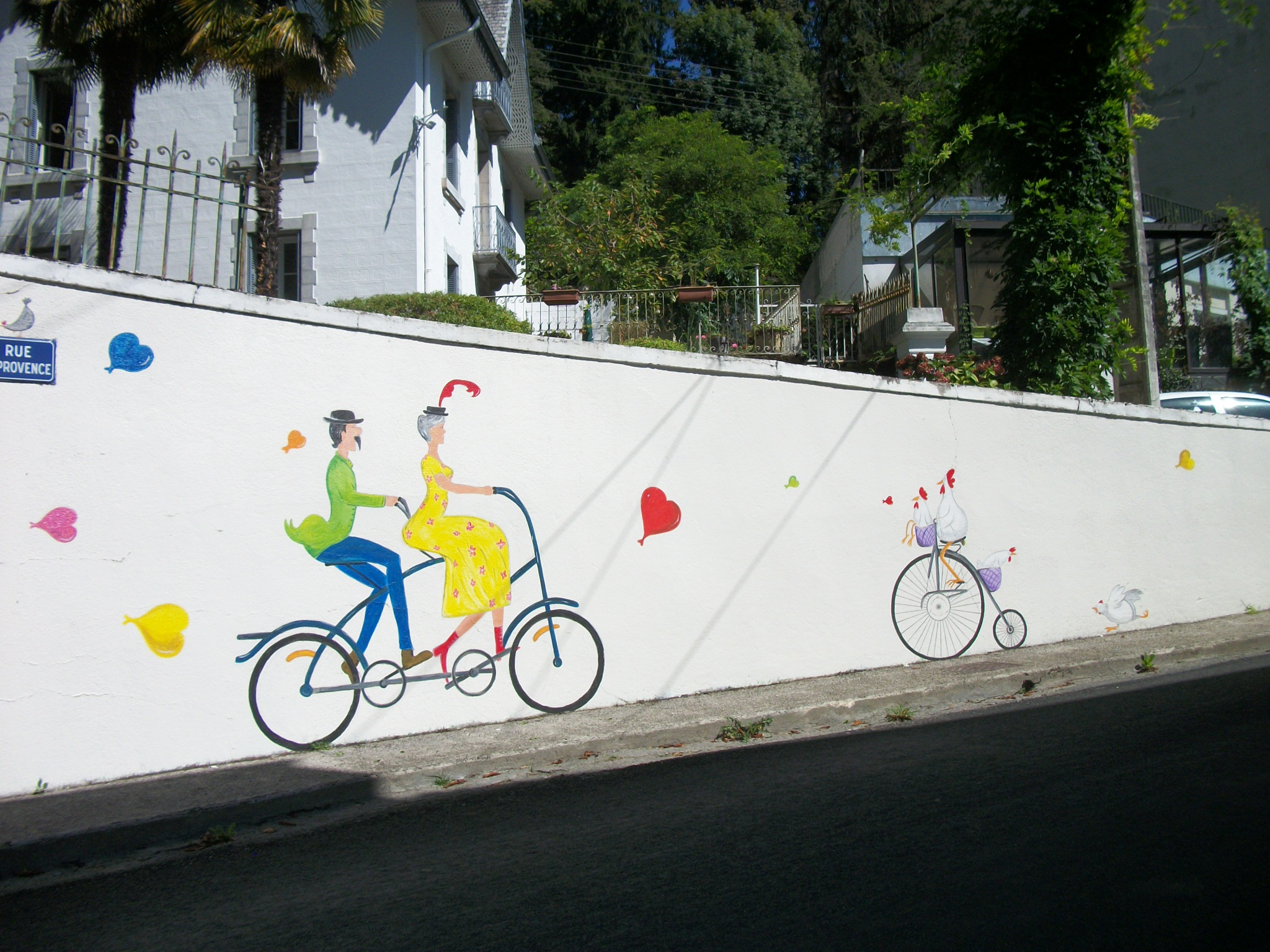
Décoration de Capvern les Bains pour le passage du Tour de France le 27 juillet 2018 lors de la 19e étape

## Vie pratique

### Services publics
La commune dispose d'un bureau de Poste à Capvern village et d'une agence postale à Capvern-les-Bains.
Capvern relève du tribunal d'instance et du tribunal de grande instance de Tarbes, de la cour d'appel de Pau, du tribunal pour enfants de Tarbes, du conseil de prud'hommes de Tarbes, du tribunal de commerce de Tarbes, du tribunal administratif de Pau et de la cour administrative d'appel de Bordeaux.

### Enseignement
La commune dispose d'une école maternelle et primaire.